# Cormicy
Cormicy (prononcé [kɔʁmisi]) est, depuis le 1er janvier 2017, une commune nouvelle française, située dans le département de la Marne en région Grand Est. Elle est formée de deux communes déléguées : Cormicy (historiquement située dans le département de la Marne) et Gernicourt (historiquement située dans le département de l'Aisne).
Ses habitants se nomment les Cormiciens.

## Géographie

### Localisation
La commune nouvelle de Cormicy est située dans le département de la Marne sur la rive gauche de l'Aisne, limitrophe du département de l'Aisne au nord de Reims à 17 km et au sud de Laon à 32 km. Soissons est à 47 km à l'ouest.
La commune déléguée de Cormicy est formée de Cormicy et de deux hameaux détruits lors de la Première Guerre mondiale et jamais reconstruits. Sapigneul, composé de fermes et d'une chapelle, se trouve en « zone rouge ». La Neuville était à proximité de la Loivre et plus tard du canal.

### Communes limitrophes
Le territoire de la commune est limitrophe de ceux de douze communes :
| Pontavert                                     | Berry-au-Bac           | Condé-sur-Suippe         |
| Bouvancourt, Bouffignereux, Roucy, Concevreux | Cormicy                | Aguilcourt, Berméricourt |
| Bouvancourt                                   | Cauroy-lès-Hermonville | Cauroy-lès-Hermonville   |

### Géologie et relief
La commune se situe à mi-pente du massif de Saint-Thierry qui vient mourir sur la vallée de l'Aisne. La commune est dominée par la Petite et la Grande Montagne (184 et 197 mètres) toutes les deux séparées par le col (137 mètres) qui mène à l'ouest sur le versant ouest et la commune de Guyancourt. L'est de la commune est dominé par la Cote 108 (commune de Berry-au-Bac), tristement célèbre pour les combats qui s'y déroulèrent lors de la Première Guerre mondiale.
La vallée entre la Petite et la Grande Montagne s'appelle Pissotées. Le nom de « pissotées » vient de « pissotte » qui veut dire petit ruisseau ou fontaine de faible débit. Cette petite vallée descend directement sur le village de Cormicy et recueille les eaux de petits ruisseaux qui viennent alimenter des petits plans d'eau. Cette vallée permet l'accès au col qui mène au village du Petit Guyancourt. La voie ancienne conduit à la cendrière et aux carrières ainsi qu'à la baraque de chasse. C'est aussi le point de passage du circuit et de la course de Saint-Aubeu.

### Hydrographie
La Loivre et le canal de l'Aisne à la Marne traversent la commune. L'Aisne et le canal latéral à l'Aisne coulent à sa limite nord.
La Loivre est une petite rivière qui prend sa source à Loivre dans la Marne au lieu-dit des Fontaines pour aller se jeter quelques dizaines de kilomètres plus loin dans l'Aisne. Au XIXe siècle, sur le cadastre, elle apparaît sous le nom de ruisseau de La Neuville. Elle alimente toute une série de mares et de petits étangs. Elle a comme affluent le ruisseau de Robassa qui prend sa source à l'ouest du village de Hermonville. Elle permet le maintien, dans un contexte aride, d'un milieu humide marécageux avec toute sa biodiversité. Autrefois ce ruisseau alimentait notamment le moulin de Loivre. Cette vallée de la Loivre est administrativement classée en zone humide et protégée à ce titre. Le lit de la rivière est envasé. Elle est busée en cinq points et par endroits ses berges sont bétonnées.
La Loivre a été doublée au XIXe siècle par le canal de l'Aisne à la Marne.

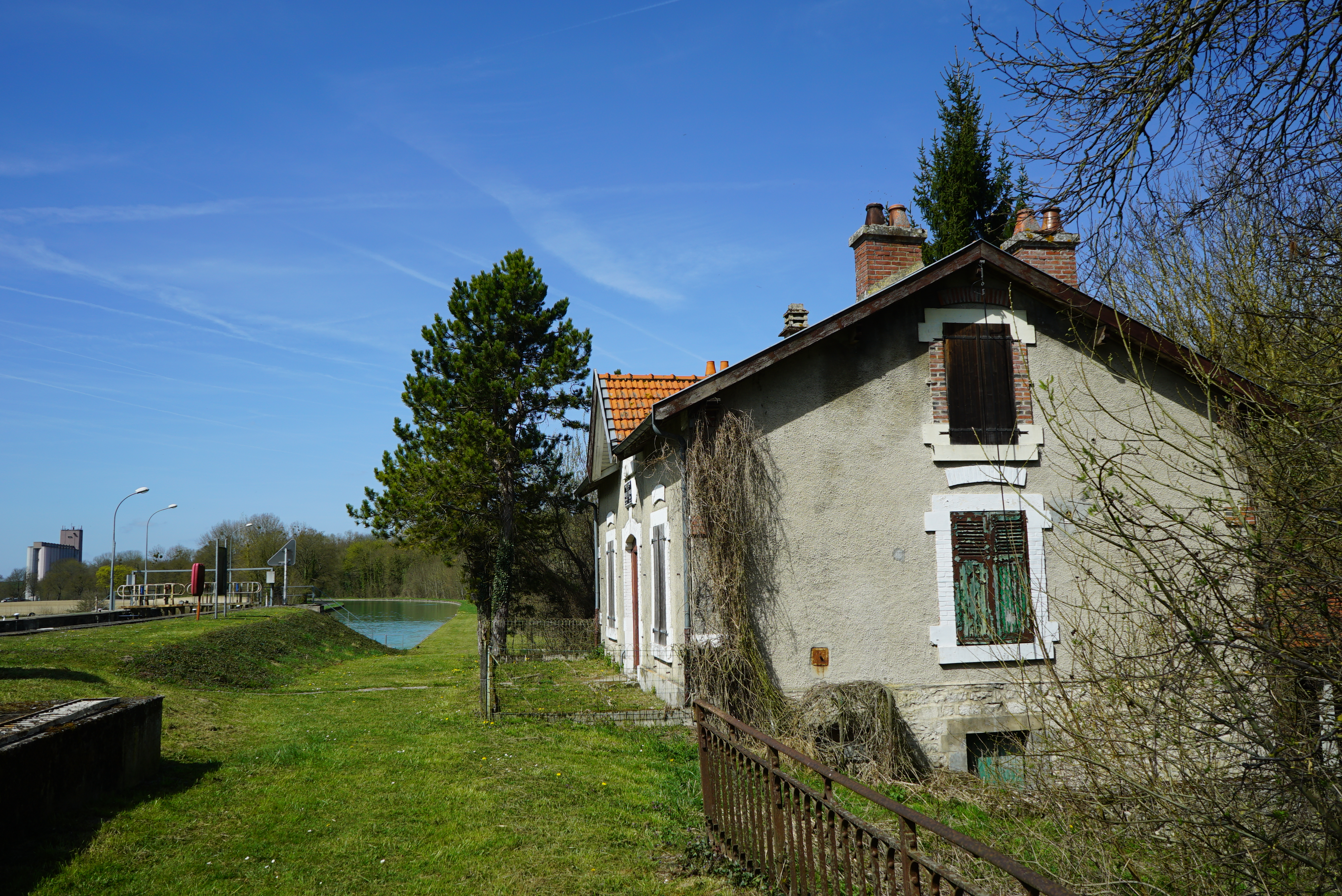
Écluse du moulin de Sapigneul.e

Le canal de l'Aisne à la Marne est un ouvrage de 58 kilomètres qui relie l'Aisne à la Marne, de Berry-au-Bac à Condé-sur-Marne. De type Freycinet, il comporte 24 écluses. Commencé en 1841, il a été achevé en 1866 ; détruit lors de la Première Guerre mondiale, il fut totalement reconstruit. Il comporte une partie en tunnel sous le mont de Billy entre Reims et Condé-sur-Marne. Le canal est doté d'une halte au niveau de Cormicy et d'un petit port pour la desserte de l'usine de préfabrication d'éléments en béton au zone d'activités de La Maison Bleue.
La commune possède deux « gués » qui sont des petites mares en cœur de bourg. Le gué du château est composé de deux bassins construits au pied de la reconstitution d'un des éléments de fortification de la tour rue de la Porte de la Barre. Le second se trouve au faubourg de la Neuville et donne naissance à un fossé de ruissellement.

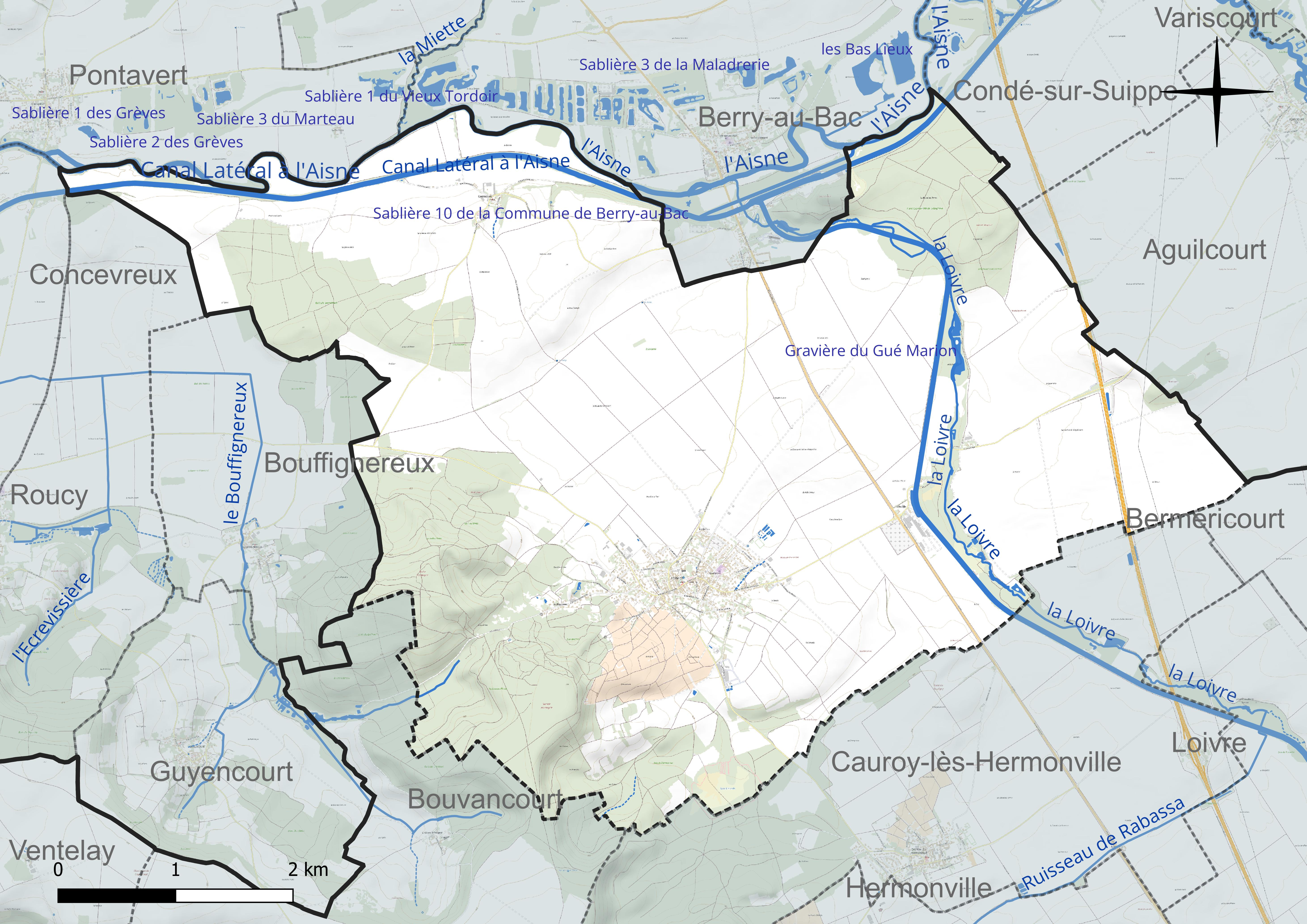
Réseau hydrographique de Cormicy.

### Climat
Pour des articles plus généraux, voir Climat du Grand Est et Climat de la Marne.
En 2010, le climat de la commune est de type climat océanique dégradé des plaines du Centre et du Nord, selon une étude du Centre national de la recherche scientifique s'appuyant sur une série de données couvrant la période 1971-2000. En 2020, Météo-France publie une typologie des climats de la France métropolitaine dans laquelle la commune est exposée à un climat océanique altéré et est dans la région climatique Nord-est du bassin Parisien, caractérisée par un ensoleillement médiocre, une pluviométrie moyenne régulièrement répartie au cours de l’année et un hiver froid (3 °C).
Pour la période 1971-2000, la température annuelle moyenne est de 10,9 °C, avec une amplitude thermique annuelle de 15,7 °C. Le cumul annuel moyen de précipitations est de 742 mm, avec 11,8 jours de précipitations en janvier et 8,5 jours en juillet. Pour la période 1991-2020, la température moyenne annuelle observée sur la station météorologique de Météo-France la plus proche, « Martigny-Courpierre », sur la commune de Martigny-Courpierre à 20 km à vol d'oiseau, est de 10,7 °C et le cumul annuel moyen de précipitations est de 734,4 mm. 
La température maximale relevée sur cette station est de 38,9 °C, atteinte le 19 juillet 2022 ; la température minimale est de −16 °C, atteinte le 1er janvier 1997,,.
Les paramètres climatiques de la commune ont été estimés pour le milieu du siècle (2041-2070) selon différents scénarios d'émission de gaz à effet de serre à partir des nouvelles projections climatiques de référence DRIAS-2020. Ils sont consultables sur un site dédié publié par Météo-France en novembre 2022.

### Milieux naturels et biodiversité
Le territoire de la commune de Cormicy se caractérise par une grande richesse et diversité de son environnement.
Le Massif forestier est en exploitation de bois d'œuvre et de chauffage ce qui explique le maintien de l'activité d'une scierie. La vigne a reconquis une partie des coteaux au sud depuis le milieu du XXe siècle. Le grand marais maintient un milieu avec une riche biodiversité qui a été protégée. La plaine s'étend ensuite d'ouest en est jusqu'à la vallée de la Loivre.
Il faut ajouter à ce milieu la cendrière qui produisit des amendements agricoles et aussi les carrières de sable et d'argile qui fournirent entre autres les matériaux pour la reconstruction après la Première Guerre mondiale.

#### Patrimoine naturel
- Deux zones naturelles d'intérêt écologique, faunistique et floristique (ZNIEFF) sont sur le territoire de la commune:
  - Le Grand Marais de Cormicy[10]
  - Le Massif forestier de Cormicy[11].
- Un site Natura 2000, Marais et pelouses du tertiaire au nord de Reims est partiellement sur le territoire de la commune[12].
- La commune de Cormicy fait partie des paysages de Champagne remarquables et est incluse dans la demande de classement Patrimoine mondial de l'UNESCO des Paysages du Champagne au titre des paysages culturels évolutifs[13].

En janvier 2021 est classée la réserve naturelle régionale des marais et sablières du massif de Saint-Thierry.

#### Grand Marais
Le marais de Cormicy est localisé au sud de la ville au cœur du massif forestier de Saint-Thierry.
Au début du XXe siècle, le marais de fort intérêt écologique était pâturé par des bovins, les restes de clôtures encore visibles peuvent témoigner de ces activités ancestrales. Depuis l'arrêt du pâturage, les habitats de bas-marais alkalins se sont raréfiés au profit du choin noirâtre et du marisque. Dans les années 1960, le marais n'a pas échappé à la mode des plantations de peupliers, sur près de la moitié de sa surface. Une plantation qui a été un échec économique puisque les peupliers ne se sont pas développés, laissant le marais à sa libre dynamique.
Le marais s'étale sur 18 ha et représente un milieu remarquable avec une zone d'épuration naturelle et une faune et une flore très riches dont certaines espèces bien identifiées sont hautement patrimoniales (Orchis négligé, Liparis de Loesel, Grassette commune, Ophioglosse commun...). La richesse écologique du site est reconnue d'intérêt européen puisque celui-ci est intégré dans le site Natura 2000 no 29 Marais et pelouses du Tertiaire au nord de Reims. La zone est aussi classée en ZNIEFF ainsi que le massif forestier.
Une convention de conservation et d'entretien a été signée en 2011 par la commune avec le Conservatoire du patrimoine naturel de Champagne-Ardenne. Le Conservatoire fera abattre des peupliers, avec arrachage des souches, et entretiendra la zone pour la protection du site. La gestion du site se fera en concertation avec les acteurs locaux, communes, propriétaires et chasseurs. Les travaux d'abattage ont débuté en période hivernale début 2012 en respectant le calendrier de chasse, suivis par le débroussaillage et le fauchage en été de la même année.

#### Cendrière
Une cendrière située sur le chemin du Petit Guyencourt dans d'anciennes galeries souterraines aujourd'hui effondrées, fut découverte en 1777 et exploitée de 1842 à 1930. On y extrayait de l'argile à lignite sparnacien qui était traitée dans des usines de l'Aisne pour donner de l'acide sulfurique, des sulfates, de l'alun. On y trouvait aussi du gypse.
Cette activité d'extraction représentait la plus grande recette de la commune et employait plusieurs dizaines de personnes qui brûlaient également les cendres (dites cendres sulfureuses) avant de les répandre dans le vignoble . Lors de sa fermeture, elle fut utilisée pour son eau grâce à la formation d'étangs, il ne reste plus aujourd'hui que du sable thanétien.
D'après le professeur Philippe et le docteur Michel Roux, du laboratoire de biologie de Reims-Champagne-Ardenne, on y retrouve des couches géologiques successives : la craie datant de 70 millions d'années, le Thanétien de 60 millions, le Sparnacien et le Cuisien représentant l'Yprésien de 55 et enfin le Lutécien, un calcaire beaucoup plus jeune puisqu'il n'a « que » 40 millions d'années. On y a retrouvé des cyrènes, sortes de mollusques, des squelettes de trionyx (tortues primitives), des gharials (ou gavials, petits crocodiles), des lophiodons, des paléothériums (animal se situant entre le cheval et le bœuf), des anthracotherium (ancêtre du sanglier) mesurant un mètre de long pour 47 cm de haut.

#### Carrières
La commune disposait de carrières qui lui fournirent des matériaux de construction et notamment du sable et de l'argile. Cette argile fortement chargée en silice fut utilisée pour fabriquer sur place les briques qui servirent à la reconstruction de la commune après la Première Guerre mondiale. Cette brique de mauvaise qualité a tendance à s'éroder sous l'action de l'eau et des pluies acides.

## Urbanisme

### Typologie
Au 1er janvier 2024, Cormicy est catégorisée bourg rural, selon la nouvelle grille communale de densité à sept niveaux définie par l'Insee en 2022.
Elle est située hors unité urbaine. Par ailleurs la commune fait partie de l'aire d'attraction de Reims, dont elle est une commune de la couronne,. Cette aire, qui regroupe 294 communes, est catégorisée dans les aires de 200 000 à moins de 700 000 habitants,.

### Morphologie urbaine contemporaine

#### Avant la Première Guerre mondiale

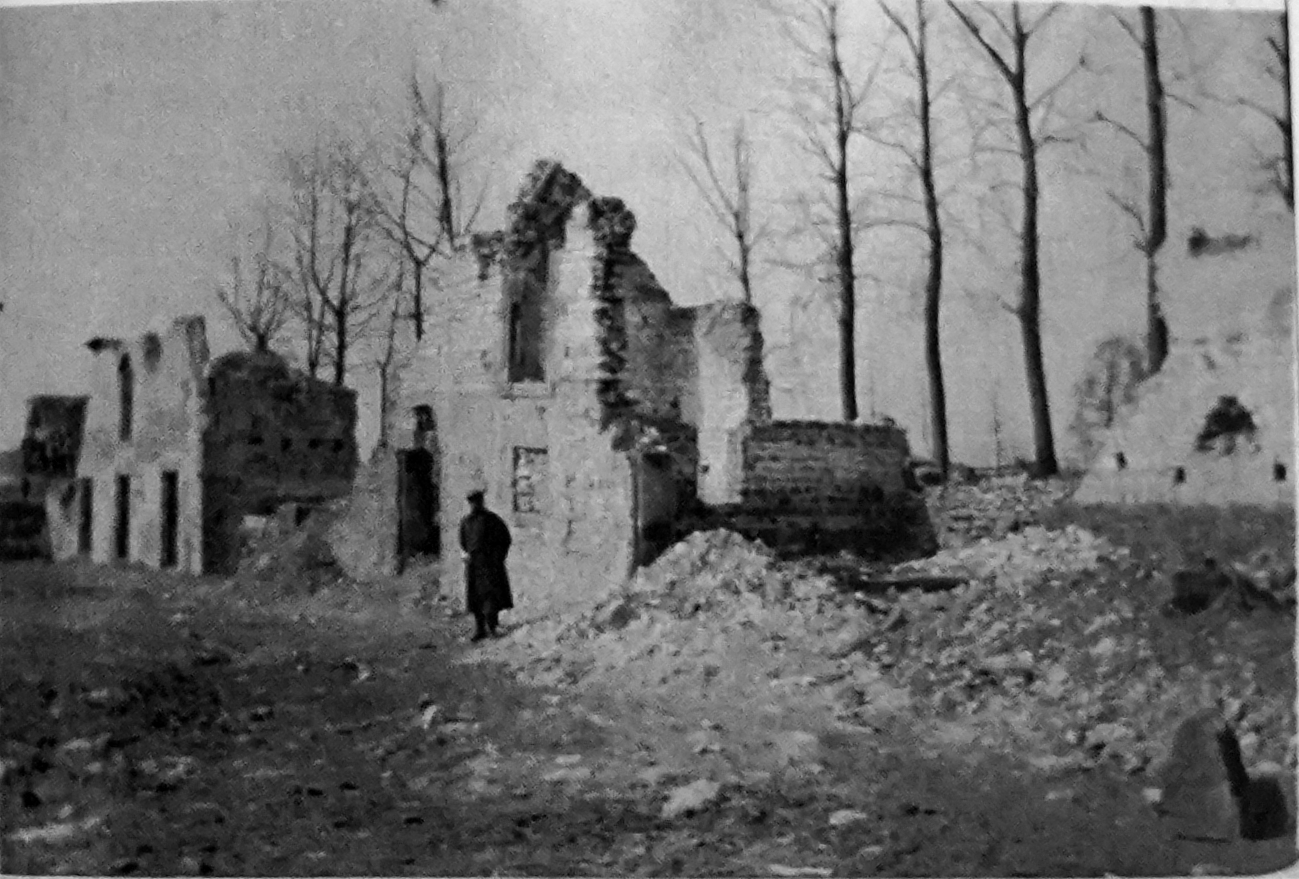
Destructions de la Première guerre mondiale.

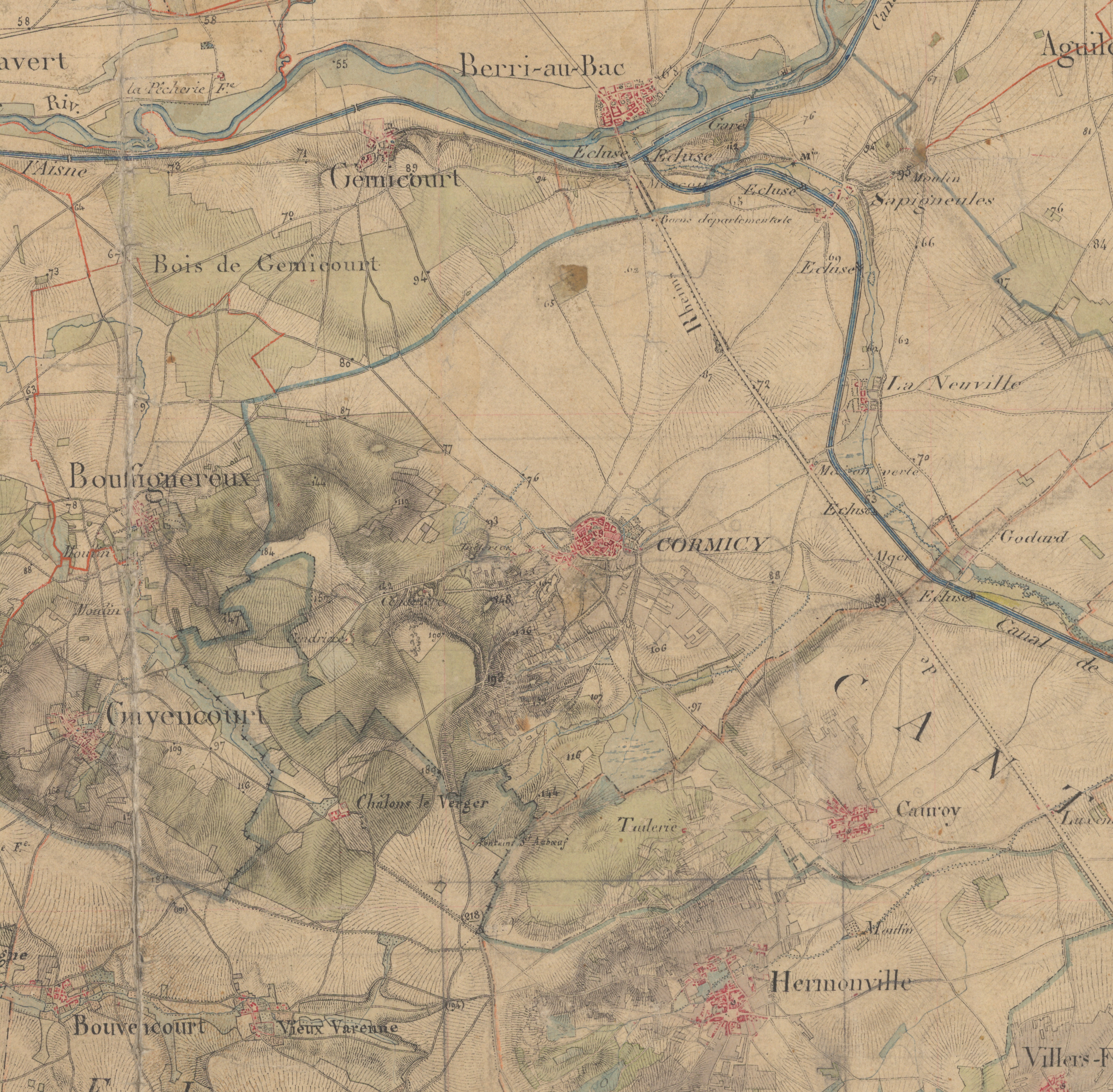
Carte d'état-major de 1831.

Les habitations comme les bâtiments agricoles et artisanaux sont essentiellement concentrés à l'intérieur des « remparts » circulaires depuis le Moyen Âge. La Cité s'organise d'abord autour d'une tour (sans doute une motte castrale) puis de l'église adjacente comme en témoigne le plan dressé par l'arpenteur Villain et le Premier cadastre napoléonien. Le marché et les foires se tiennent à proximité de la porte de Fismes (actuelle Place St Lambert).
La Cité est en retrait de la voie qui à flanc de montagne, relie la vallée de l'Aisne à Reims. Elle comprend trois portes : la porte de Fismes à l'est et la porte du faubourg de la Neuville à l'est. Ces deux portes sont reliées par la traverse, la voie principale de part et d'autre de laquelle s'établirent les commerces. La porte à la Barre, au nord-est ouvre vers Berry-au Bac. La trame viaire délimite des îlots importants et des impasses sont alors créées afin de pouvoir les densifier afin de maintenir les constructions toujours à l'intérieur du périmètre des remparts.
Avec l'arrivée du CBR au débit du XXe siècle, la gare située à l'extérieur du périmètre urbain à l'ouest de la porte de Fismes, a induit en sus de ses emprises de triage, une activité de restauration et d'hôtellerie. Le faubourg de la Neuville reste lui embryonnaire.
La Reconstruction
La Première Guerre mondiale détruit totalement la ville. Il ne reste que quatre habitations d'avant 1914.
La Reconstruction se fait pour la quasi-totalité à l'intérieur du périmètre des anciens remparts. La trame viaire est normalisée avec un gabarit de 6/8 mètres selon les voies. Les impasses sont prolongées pour éviter les culs-de-sac comme avec la rue du Trésor par exemple. Les constructions sont principalement à l'alignement et implantées d'une limite séparative à une autre. De grandes portes en bois avec chartil permettent l'accès au fond de la parcelle. Les angles de rue sont traités à la Haussmann avec des pans coupés systématiques. L'originalité de l'urbanisme est d'être celui d'une ville et non d'un village rural. Il y a mixité des activités à l'intérieur même du périmètre des anciens remparts dont la trace est conservée sous la forme d'un large mail planté. Sur la même rue voisinent des habitations, des fermes urbaines, des commerces, des locaux artisanaux et aussi des villégiatures. La hauteur est au maximum d'un étage plus combles ou grenier. Le génie propre de Roger Bouvard fut à partir d'un matériau unique, la brique silicocalcaire, et des éléments standards pour les portes et les fenêtres, de créer à la fois un paysage urbain extrêmement cohérent et harmonieux avec des constructions toutes différentes. Cette harmonie est aussi liée au soin apporté à tous détails architecturaux y compris pour les bâtiments les plus modestes.
Une extension urbaine est prévue dans le cadre de la Reconstruction entre le canal et la RN 44 au lieu-dit la Maison bleue pour permettre un développement économique en bénéficiant des moyens de transport de la route et de la voie d'eau. Il devait être relié à la Cité par un embranchement du CBR en parallèle de la RD 32 mais qui ne fut jamais réalisé.

#### Période contemporaine

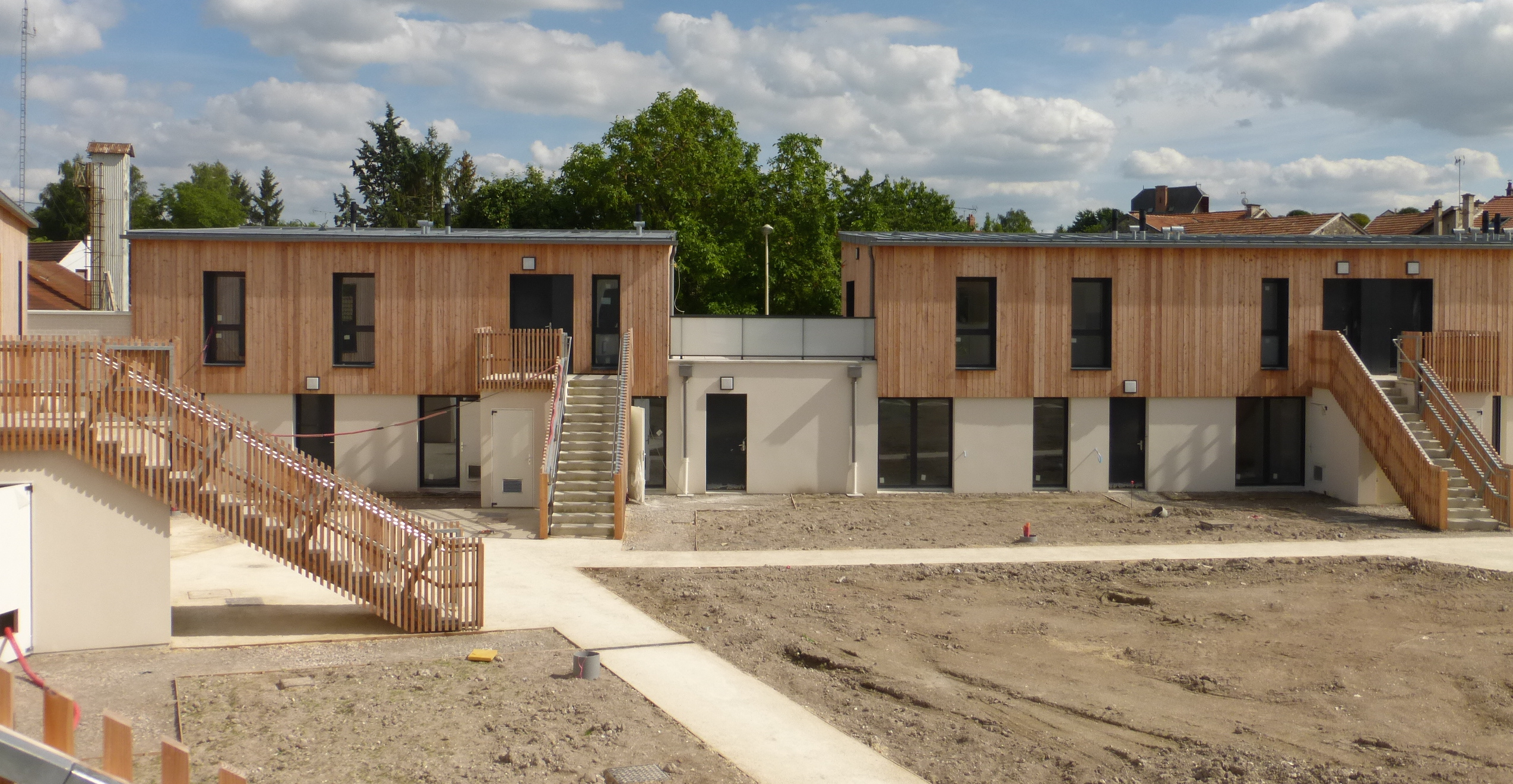
Pôle intergénérationnel.

Il faut distinguer deux phases dans les formes prises par l'extension urbaine de la commune.

#### Les lotissements péri-urbains
Après une période de stagnation à la suite de la Seconde Guerre mondiale, le développement ne va reprendre qu'à partir des années 1960 avec quelques habitations principalement en bordure des voies départementales hors le périmètre des remparts. Depuis 1967, l'expansion de la ville se fait sous forme de lotissements successifs : la Porte au Bourg (14 lots) en 1967, la rue de Guyencourt en 1970 (commerces), Les Grelus en 1974 (17 lots), rue Pierre-Henri-Vallet (10 lots) et rue Louis-Hacquart (8 lots) en 1984, rue Jean-Danysz (12 lots) en 1999-2000. Ces lotissement réalisés au coup par coup sont sans grande qualité et sont typiques en termes de forme urbaine, de l'urbanisation périphérique sans plan d'ensemble et sans intégration à une vision globale de la commune.

#### Un renouveau de l'approche urbaine
Dans une perspective d'un développement plus durable, plus respectueux de l'environnement et plus économe en matière de consommation des terres agricoles, la commune a développé deux types d'approches avec des extensions urbaines sous forme de projets d'écoquartier ou similaire d'une part, et d'autre part, par une reconquête et une revitalisation du centre historique.
En 2015, rue des Petites-Saulx, après l'échec d'un écoquartier sous forme d'AFU, un lotissement est créé pour permettre notamment le logement des sapeurs-pompiers à côté du nouveau Centre de premiers secours. Un autre lotissement privé est mise en chantier faubourg de la Neuville.
La priorité conformément aux injonctions des Grenelle de l'Environnement se porte principalement sur la densification de la Cité à l'intérieur du périmètre des remparts avec la création d'un habitat intergénérationnel de 15 logements rue du Vieux-Grenier-à-Sel par Reims habitat. Cette opération vise à la reconstitution d'un tissu urbain plus dense autour d'un espace commun (cours et jardin) traversé par une sente piétonne. Il intègre aussi une salle commune pour les résidents et locataires de l'opération et aussi ceux de la commune.
Le projet d'OPAH vise à permettre la mise aux normes de l'habitat ancien afin là encore de densifier le cœur de la Cité en complément du réinvestissement commercial du cœur de la Cité.
Les bâtiments laissés vacants par le transfert des activités dans des constructions plus adaptées ont été reconvertis en équipements publics complémentaires : crèche, services administratif, médiathèque...
De nouveaux équipements viennent depuis 2008 prendre le relais de ceux désormais obsolètes :
- création d'une microcrèche dans l'ancienne école maternelle ;
- construction d'un nouveau groupe scolaire ;
- construction d'un centre social, en 2020 cette structure n'existe pas ;
- construction d'un nouveau centre de premiers secours mais en 2020 les travaux n'ont pas commencé ;
- construction d'un city-stade ;
- construction d'une médiathèque dans l'ancienne école des garçons rue du Puits-Pivôt…

### Logement
En 2012, le nombre total de logements dans la commune était de 566. Parmi ces logements, 93,7 % étaient des résidences principales, 0,8 % des résidences secondaires et 5,5 % des logements vacants. Ces logements étaient pour 82,5 % d'entre eux des maisons individuelles et pour 17,0 % des appartements. La proportion des résidences principales, propriétés de leurs occupants était de 79,1 %.

### Planification de l'aménagement
La commune est notamment concernée par les documents d'urbanisme suivants :
- Schéma de cohérence territoriale (SCOT) de la région de Reims établi par le SIEPRUR[21].
- Plan local d'urbanisme (PLU)[22].
- Aire de mise en valeur de l'architecture et du patrimoine (AVAP) de venue PVAP - Étude en cours par le cabinet Urban & Sens[23].
- Périmètre de protection de l'église Saint-Cyr-et-Sainte-Julitte au titre de l'inscription à la liste des monuments historiques[24].

### Projets d'aménagement
Les projets majeurs qui découlent des documents de planification urbaine sont :
- Une Opération programmée d'amélioration de l'habitat (O.P.A.H.) est envisagée pour densifier le centre de Cormicy.
- Le soutien à l'implantation de commerces et services au cœur de la Cité ;
- Une zone d'habitations est projetée à l'est du centre actuel ;
- Un regroupement des activités industrielles et artisanales dans une zone d'activités sur la zone portuaire est prévu.
- La mise en œuvre progressive dans le cadre du PVAP et des PCC d'une requalification importante des espaces publics.

### Voies de communication et transport
Cormicy est relié aux communes voisines du nord au sud par la RD 530 et la RD 944 (l'ancienne RN 44), et de l'est à l'ouest par la D 32, qui se prolonge dans l'Aisne par la D 22. L'autoroute A26 - E17 Calais-Troyes (Autoroute des Anglais) traverse le territoire de la commune, l'accès en est au nord à Guignicourt (sortie 14), au sud à La Neuvillette (sortie 15).
Cormicy est desservie par les cars de la ligne Champagne-Mobilité no 220 Cormicy-Reims.
Les gares ferroviaires les plus proches sont la halte de Loivre et la halte d'Aguilcourt-Variscourt à 7 km, puis la gare de Guignicourt à 10 km sur la Ligne de La Plaine à Hirson et Anor (frontière). Les gares de Reims (17 km) et de Laon (34 km) sont les nœuds ferroviaires les plus proches.
Les grands aéroports parisiens sont à 125 - 165 km.
Une ancienne voie romaine était dans la plaine à l'est et son tracé a été repris par l'ancienne RN 44, devenue RD 944, qui menait de Reims à Laon et au-delà. Cormicy est sur une voie de circulation ancienne à flanc de colline qui permettait d'aller de village en village de la vallée de l'Aisne à Reims et qui fut utilisée notamment par saint Rigobert de Reims. La commune est située sur les itinéraires du pèlerinage de Saint-Jacques-de-Compostelle et de la via Francigena qui va de Canterbury à Rome.
Le développement économique depuis le Moyen Âge est lié à cette situation stratégique sur les voies de communication entre Reims et le nord de l'Europe : voies romaines, routes, canal et aussi les Chemins de fer de la Banlieue de Reims (CBR) de la fin du XIXe siècle au milieu du XXe siècle avec la ligne Reims-Cormicy-Soissons.

## Toponymie
L'historien Flodoard de Reims (vers 894 - 966), curé-prieur de Cormicy, désigne cette cité en 940 sous le nom latin de Culmisciacum (aecclesia quam regebam in Culmisciaco - l'église que je gouvernais à Cormici).
Varin et Amiel citent en 1853 les variantes Cormissy, Courmicy, Courmissy, Curmissy et Curmussy ; et en latin : Colmissiacum, Cormissiacum, Courmissiacum, Curmessiacum, Curmisiacum.
A. Longnon mentionne pour La Neuville, les noms anciens de Villa Nova propre Curmisiacum (1190), La Neuville-le-Trésorier (XIVe siècle) et La Neuville-lés-Cormicy aux temps modernes avec le synonyme La Neuville-la-Cuve en 1847 ; il mentionne pour Sapigneul les formes Sapinues (1177), Sapigniox (1209), Sapigneux (1252) et Sapigneules (XVIIIe siècle).

## Histoire

### Préhistoire et Antiquité
L'origine primitive de la commune est difficile à cerner. Elle est située à proximité immédiate de la vallée de l'Aisne non loin des sites où furent découvertes des occupations préhistoriques telles qu'à Cuiry-lès-Chaudardes. Sans doute les premiers habitants de la vallée de l'Aisne ont-ils exploré les collines environnantes de Sapigneul où fut découverte une pointe de flèche à armature à aileron ou sur les hauteurs qui dominent le site aujourd'hui urbanisé.
La présence d'une occupation à l'époque gallo-romaine est mieux renseignée. À Sapigneul furent découverts les traces d'un cimetière gallo-romain. Le site est tout proche du « Vieux Reims » (à cheval sur Condé-sur-Suippe, Variscourt et Guignicourt) qui fit l'emplacement de camp de César lors de la poursuite de la conquête des Gaules vers le nord, et du site méovingien gué de Mauchamp à Juvincourt-et-Damary.
L'historien local abbé Fernand Grandremy reprend deux éléments confirmant la présence gallo-romaine :
- la découverte au lieu-dit « le Pavé de la Grève » de ce qui pourrait être la trace de l'antique voie et primitive voie romaine ;
- la découvertes de sépultures sur le site du Tomois, toponymie qui dériverait de tumulus.

La commune est située sur une voie de circulation importante menant de Reims à Laon ce qui lui a assuré son développement comme étape et aussi comme lieu de refuge qui fut fortifié au Moyen Âge.

### Moyen Âge

#### Époque mérovingienne et carolingienne
Cormicy avant que d'être une commune, fut une paroisse dont le nom a été latinisé en Culmiciacum ou Calmacianus. Ce sont les documents religieux qui attestent d'une façon certaine l'existence de Cormicy et ce dès l'époque de Saint Remi (vers 437-533). Flodoard dans son Histoire de l'Église de Reims évoque la guérison miraculeuse d'un aveugle venant de Cormicy par saint Remi.
Une église est attestée dès le VIIe siècle, et est placée sous la protection de saint Cyr dès 696. Le protecteur de la paroisse, saint Cyr de Tarse, jeune martyr, est associé à sa mère sainte Julitte de Césarée elle-même martyrisée : église Saint-Cyr-et-Sainte-Julitte.
Il semble que la ville, propriété des rois de France, soit entre-temps passée sous contrôle religieux car Hincmar, nommé archevêque de Reims, restitue à la couronne les biens usurpés dont Cormicy par un édit de 869. Cormicy est alors déjà connue pour ses vins. L'évêque Hincmar, dès 845, évoqua Cormicy et le vin que l'on y trouve.En 860, l'évêque de Laon recommandait déjà l'usage des vins de Champagne. Il citait déjà les principales communes viticoles champenoises telles Chaumuzy, Mailly, Cormicy, et préconisait de choisir des vins de coteaux en évitant ceux du sommet et ceux des vallées.

#### Implantation chrétienne
Le développement du bourg est à partir du Moyen Âge directement lié à sa dépendance de l'archevêché de Reims. La paroisse abrite un prieuré qui est desservi par les chanoines du chapitre de Reims. Ce prieuré sert de résidence d'été des archevêques et évêques de Reims.
Le premier personnage célèbre qui marque encore aujourd'hui l'imaginaire local est Flodoard (894-966) Flodoard (Œuvre numérisée et mise en page par Marc Szwajcer), Histoire de l’église de Rheims : Livre I (chapitres I à XII) (lire en ligne), qui fut curé-prieur de Cormicy et auteur notamment de l'Histoire de l'Église de Reims. Étudiant à Reims dans l'école restaurée par l'archevêque Foulques, il devint chanoine en 919. Il achèvera sa carrière ecclésiastique comme abbé de l'abbaye Saint-Basle de Verzy. Entre 951 et 953, il est élu évêque de Noyon et de Tournai. Il décède à Reims en 966 après s'être démis de toutes ses fonctions en 962. Il rapporte dans ses Annales qu'en 948 des soldats prennent la ville, la ravage et tuent une quarantaine d'habitants jusque dans son église (Plures quoque colonorum praedones ipsius interemerunt, violantes aecclesias, et in tantum debachantes, ut in Culmisciaco vico tam infra quam circa aecclesiam fere quadraginta homines interfecerunt ipsumque templum omnibus pene rebus expoliaverunt).
Gervais de Belleme dit aussi de la Roche-sur-Yon, élu archevêque de Reims en 1055, il confie en 1067 aux nones de l'Abbaye Saint-Thierry qu'il a relevé de ses ruines, de desservir la paroisse de Cormicy. La commune est donc alors fief religieux de l'évêché de Reims.

#### Motte castrale
L'archevêque Henri de France (1121-1175) accorde en 1170 des terres pour ceux qui s’implanteront à côté du moulin et de l'étang pour une redevance payée à la Saint-Remi et il fait construire une tour pour sécuriser la voie qui mène notamment à la Foire de Pâques qu'il vient d'instaurer. Cette tour ou du moins ses fondations vont perdurer jusqu'à la fin du XIXe siècle. L'analyse menée par le géohistorien Jean-Jacques Valette dans le cadre de l'étude de l'AVAP propose l'hypothèse d'une motte castrale avec en son centre et sur la partie la plus élevée ladite tour avec autour un premier système défensif qui aurait pu dans un second temps englober l'église. Cette hypothèse ne pourrait être vérifiée que lors de fouilles à l'emplacement présumé de ladite tour telle qu'elle a été située au XVIIIe siècle par P.-Fr. Villain, notaire et arpenteur royal à Reims qui a pu sans doute en observer les dernières fondations apparentes. L'antériorité de l'église est aussi à prendre en compte pour valider ou non une telle hypothèse.

#### Ville fortifiée
En 1182, Guillaume aux Blanches Mains (1135-1202), archevêque de Reims de 1164 à 1176, accorde avec la charte Willermine le droit aux communes relevant de l'évêché de Reims de se gouverner librement, appelé droit de commune. Cormicy bénéfice de ce statut de « ville » avec notamment son autonomie relative de gestion et aussi ses foires et est fortifiée avec remparts et fossés pour garantir la protection et la défense du grenier à sel.

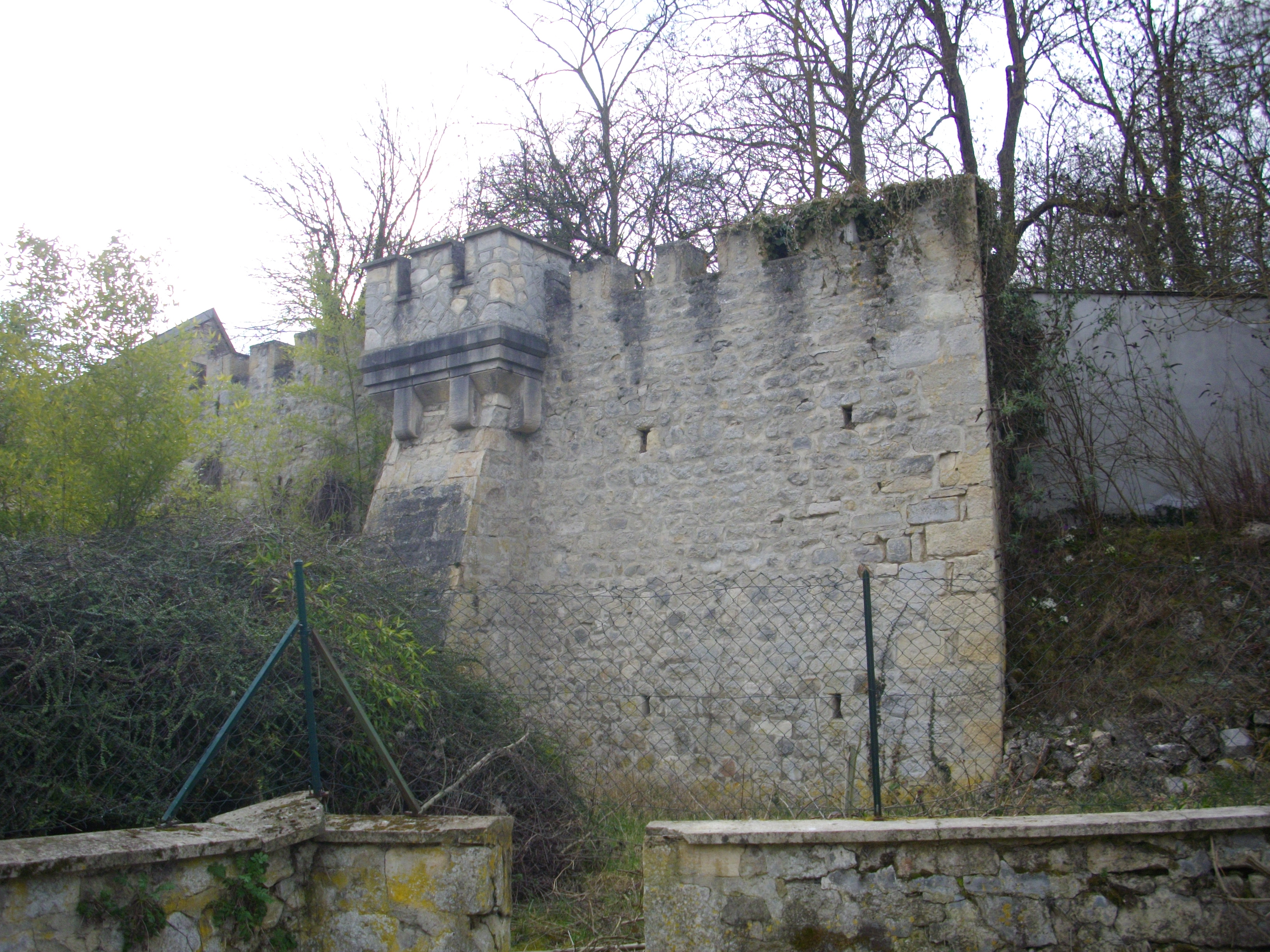
Vue du remparts.

Cela ne sera guère apprécié de ses successeurs qui chercheront en vain à récupérer ce qu'ils considèrent comme leurs droits propres, ainsi que les recettes qu'ils procurent.
Les chanoines du chapitre de Reims entrent en conflit avec les habitants de leur ville et devant la violence de leurs réactions, ils viennent pour la plus grande part se réfugier en 1235-37 à Cormicy dont des fortifications viennent d'être édifiées. Ils sont rejoints bientôt par l'archevêque de Reims qui cherche à échapper à la vindicte des Rémois.
Les fortifications de Cormicy reposent sur la construction d'un rempart et d'un fossé avec sans doute un réseau souterrain dont il subsiste aujourd'hui encore quelques éléments. Le rempart est percé de trois portes avec leur pont levis. La ville était défendue par les habitants en armes. Ils formeront à partir du XVIe siècle, le gros d'une compagnie d'arquebusiers aux ordres de l'archevêque.
Devant la menace anglaise, l'archevêque Joan de Raon se réfugie à Cormicy en 1359. Cependant, la ville ne résistera pas aux attaques des Anglais. La garnison se réfugie dans la tour que les Anglais vont miner. Évacuée de la garnison qui se rend, la tour sera écroulée dans la foulée. Les restes de la tour seront visibles jusqu'en 1820 selon Grandremy.
La domination anglaise va s'achever avec le périple conduit par Jeanne d'Arc. En 1429, Charles VII est mené à Reims pour y être couronné roi. Il se rend au préalable à Corbeny pour visiter l'église Saint-Marcoul et y toucher les malades. Il s'arrête avec Jeanne à Cormicy ; celle-ci fut accueillie à l'hôtel de la Poste devenu cinq siècles plus tard le local des PTT et qui porte toujours au fronton les armes évoquant cet évènement.
Cormicy reste sous la coupe des archevêques de Reims alors même que les communes alentour apprennent progressivement à se gérer elles-mêmes.

#### Sapigneul et La Neuville au Moyen Âge
Le hameau de Sapigneul fut intégré à la commune au XVIIIe siècle,, mais il existait dès le XIIe siècle. Sans doute il s'agissait initialement d'un château élevé sur la hauteur et doté de son église placée sur la protection de saint Laurent. Cette maison forte a appartenu primitivement aux familles de Rezannes, Cauchon, de Népoux, Rabutin, de Salnove et de Hédouville, dont plusieurs membres ont été inhumés à Sapigneul. Les bâtiments ont été reconstruits notamment au XVIIe et XVIIIe siècles et étaient entourés d'un système défensif composé d'un fossé alimenté d'eau vive. L'église hors de l'enclos du château est un bâtiment modeste en craie d'une quinzaine de mètres de long et d'une seule nef. Elle était desservie par le curé de Cormicy.
Le hameau de La Neuville date, pour les attestations les plus anciennes, du XIe siècle. Il était situé de part et d'autre de la Loivre sur la D 32 autrement appelé ruisseau des Fontaines qui venait alimenter un vivier. Une église y fut construite sous le vocable de sainte Marguerite et desservie par le curé de Cormicy. Le hameau était principalement composé d'une maison forte comme pour celui de Sapigneul. Il était aussi doté d'un cimetière. Au début du XXe siècle il reste encore une grosse maison ou ferme et un moulin au bord du ruisseau.

### Temps modernes
En 1538, un incendie ravage la ville. Lors de la Fronde, l'archiduc Léopold s'empare de la ville en 1650 et y met le feu. La ville est reconstruite. Elle apparaît dotée de nombreux équipements dès avant la Révolution. Son hôpital avec une chapelle daterait du XIVe siècle.
La ville dispose aussi d'un tribunal, d'un grenier à sel qui fit la fortune d'un de ses célèbres « grainetiers » ou « receveurs » : Nicolas Le Vergeur (début XVIe siècle). Ce dernier acquit rang de noble acheta l'hôtel qui porte son nom place du Forum à Reims, hôtel qui avait hébergé Jeanne d'Arc lors de son passage à Reims pour le sacre de Charles VII. Ce bâtiment est, depuis le XIXe siècle, le siège de l'Académie et aussi de l'association des Amis du Vieux Reims avec un musée sur l'histoire locale. Le receveur depuis 1717 est Jean Nicolas du Mangin (1682-1759), marié à Marie Louise Bertin du Rocheret (1688-1772), les grands-parents du docteur Jean-Baptiste Dumangin (1744-1825) qui soigne et autopsie Louis XVII en juin 1795. Nicolas du Mangin est aussi prévôt de la ville et capitaine en chef de l'arquebuse, place ensuite occupée par son neveu M. Collet.
En 1789, Cormicy était compris, dans l'élection et suivait la coutume de Reims. Son église paroissiale, diocèse de Reims, doyenné d'Hermonville, dédiée à saint Cyr et à sainte Juliette ; l'abbé de Saint-Denis de Reims présentait à la cure. C'est le droit de patronage, droit de présentation à l’évêque et de nomination d'un desservant aux églises ou cures (paroisses) où elle percevait les grosses dîmes.
La ville est aussi un pôle économique important avec ses foires et marchés qui ont lieu sur une esplanade aménagée à cet effet près de la porte de Fismes et plantée de tilleuls. Une congrégation de religieuses prend en charge l'hospice à la fin du XVIIe siècle. Elles assurent aussi l'enseignement aux jeunes filles bien avant que l'école ne soit obligatoire. Une école des garçons, laïque celle-là, est ouverte dès 1795.

### Révolution française et Empire
En 1790, la veille de la Toussaint, un décret de l'Assemblée Nationale érige Cormicy en chef-lieu d'un canton composé des communes de Cauroy-les-Hermonville, Hermonville, Bouvancourt et Ventelay[réf. nécessaire]. La paroisse est un temps desservie par un clergé constitutionnel.
Entre 1790 et 1794, la commune de Cormicy absorbe la commune de Sapigneul.
Lors de la campagne de France, le 18 mars 1814, près de Cormicy, un combat oppose un régiment de cosaques du corps du général Benckendorff à 600 lanciers polonais de l'armée française : les Polonais, « naturellement braves et faciles à exciter, lorsqu'ils se trouvent en présence de Russes », selon le récit de Benckendorff, échangent des moqueries et des injures avec les cosaques avant de les charger ; les cosaques feignent de fuir et attirent les Polonais loin de la protection de leur infanterie, puis se retournent contre eux en poussant un hourra et les mettent en déroute en faisant 110 prisonniers ; l'avance de l'infanterie française oblige les cosaques à se replier. La ville est occupée par le premier corps de l'armée russe avec 400 hommes d'infanterie puis par des soldats prussiens. La ville sera pillée et devra aussi contribuer à alimenter en hommes les troupes de Napoléon lors de la mobilisation des Cent-Jours.
Dans la nuit du 24 au 24 mai 1819 la foudre tombe sur l'église et met le feu au clocher.
Lors de la guerre de 1870, la commune est de nouveau occupée par les Prussiens. Après la guerre les fossés des anciens remparts sont comblés, et plantés de marronniers. En 1873 un grand lavoir est réalisé avec trois bassins et l'école des filles tenue par les religieuses est reconstruite. Le vieux cimetière est déplacé en 1876 pour un nouveau établi route de Sapigneul.

### Époque contemporaine

#### Essor économique duXXesiècle

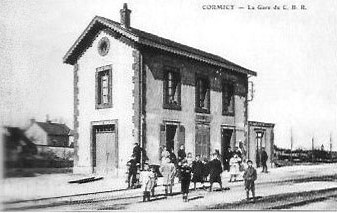
L'ancienne gare.

Fort de son statut de ville puis de chef-lieu Cormicy connait un développement constant grâce notamment à ses foires et à ses productions locales liées à l'agriculture comme à ses bois et forêts, sources importantes de revenus.
C'est l'arrivée du chemin de fer qui conforte au XIXe siècle son essor, facilitant les déplacements des personnes et le transport des marchandises. Les Chemins de fer de la Banlieue de Reims (CBR), un réseau de lignes départementales de chemin de fer secondaire  créent en 1897 une ligne  à voie métrique reliant  Reims à Cormcy, prolongée en 1903 à Berry-au-Bac. Cette ligne dessert jusqu'en 1933 le massif de Saint-Thierry et permet le développement des ressources géologiques locales et notamment les cendres sulfureuses de la cendrière pour l'agriculture, ainsi que, après la guerre, de matériaux de construction : les bois de la scierie et les briques blanches de Cormicy. C'est ce dont semble témoigner l'importance des emprises ferroviaires de la gare.

Cormicy au tout début du XXe siècle
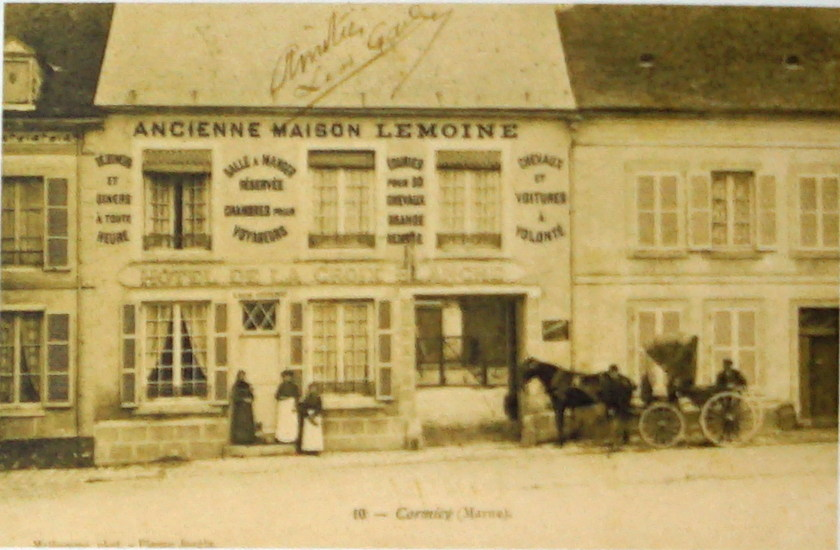
Le café Lemoine
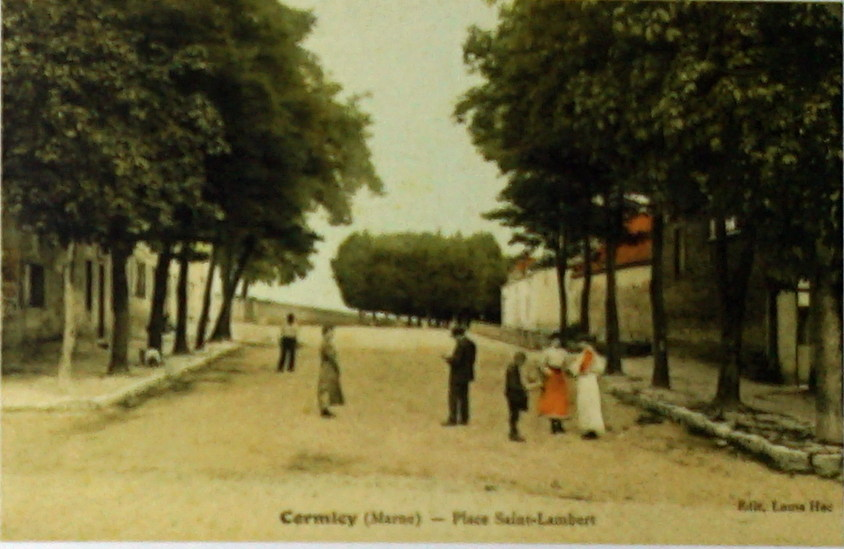
La place Salat-Lambert.
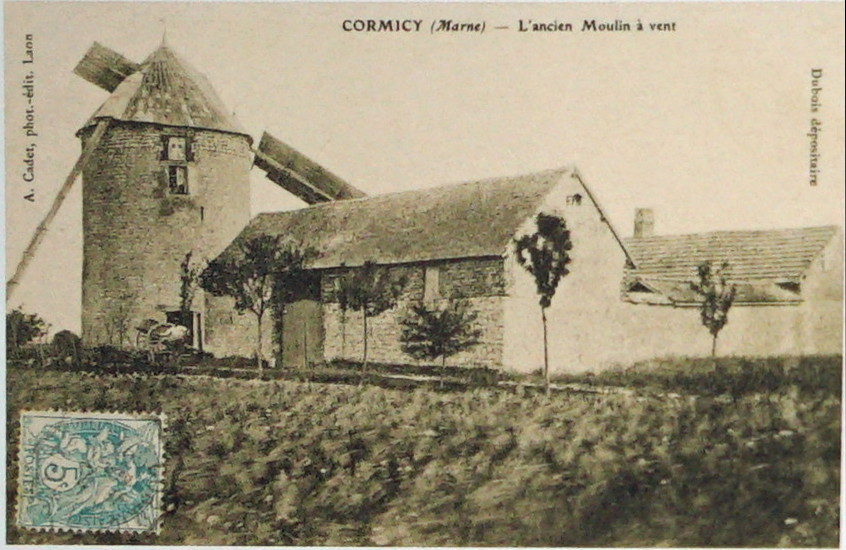
L'ancien moulin à vent.

#### Première Guerre mondiale

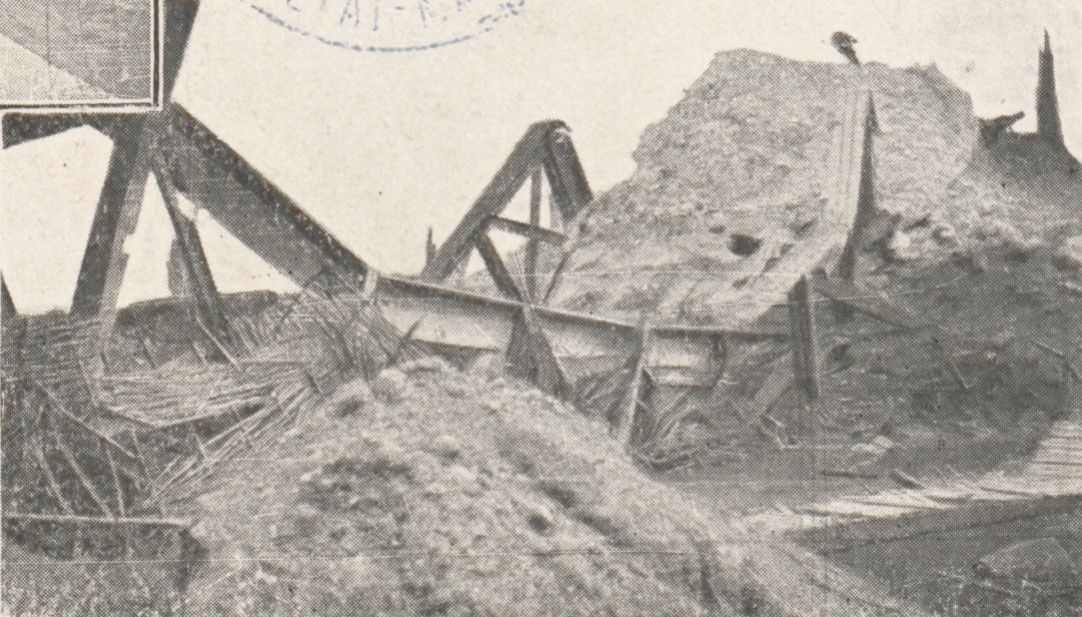
Le pont à Sapigneul en mai 1917.

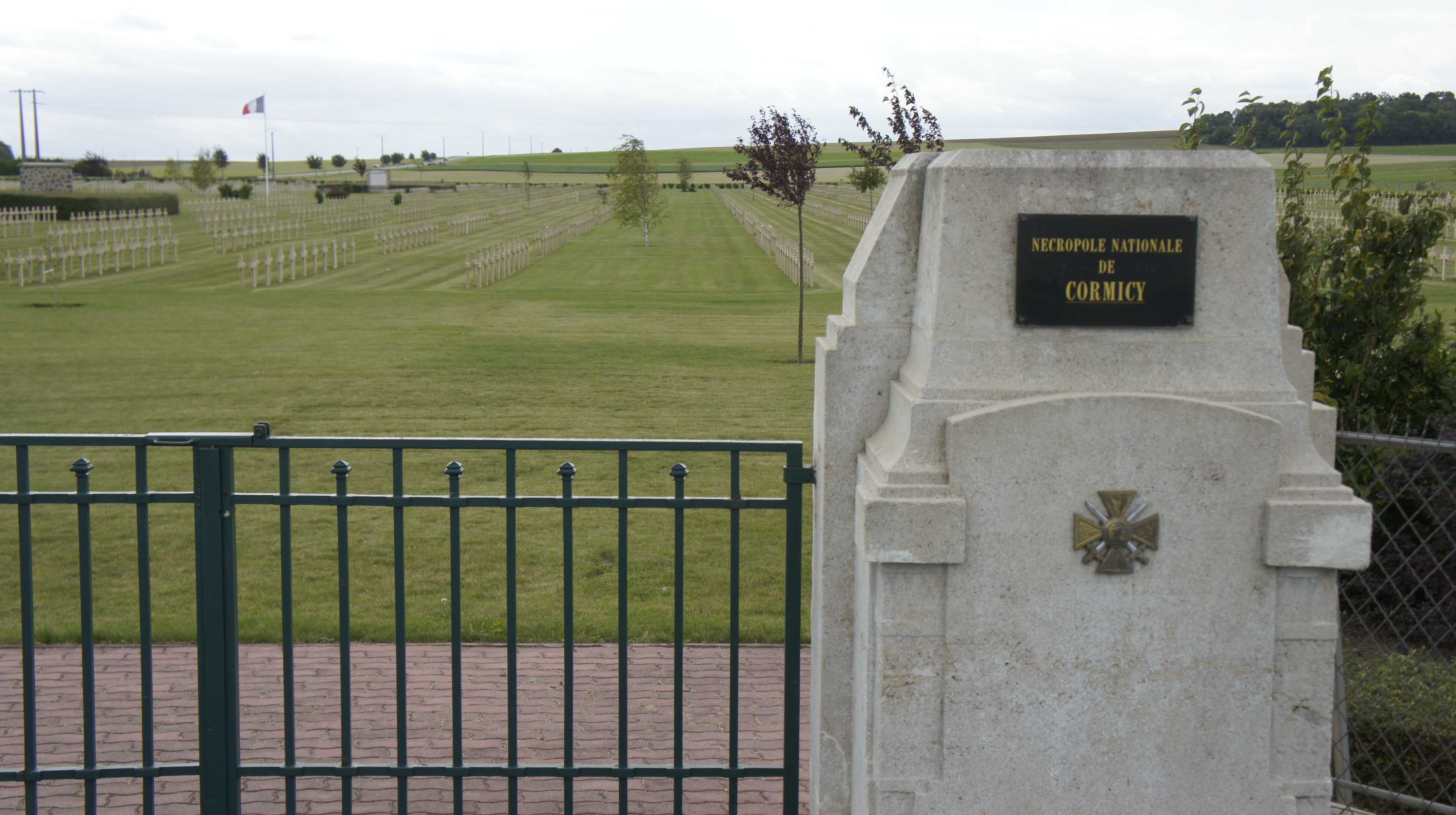
L'entrée de la nécropole.

Cormicy est durant la Première Guerre mondiale un secteur à fort enjeu notamment avec la motte de Sapigneul qui surplombe le passage de la rivière et du canal. La cote 108 est un enjeu essentiel pour le contrôle de ce franchissement qui ouvre la voie sur Reims. Les combats y feront rage et Sapigneul, petit hameau de Cormicy, sera entièrement détruit lors de la Bataille de Sapigneul ainsi que La Neuville. Le village sera lui-même complètement détruit en 1918. La commune sera libérée par le 418e régiment d'infanterie. Une des cinq nécropoles nationales témoignant de l'importance des combats y a été implantée dans les années 1920 à la Maison Bleue et recueille les corps de plus de 14 000 soldats français. À Berry-au-Bac a lieu en 1917 la première bataille de chars autotractés lors de la grande Bataille du Chemin des Dames et un monument rappelle cet événement qui transforma une partie de l'art militaire.
Décoration française
- Croix de guerre 1914-1918 : 1er octobre 1920.

#### Reconstruction après la Première Guerre mondiale

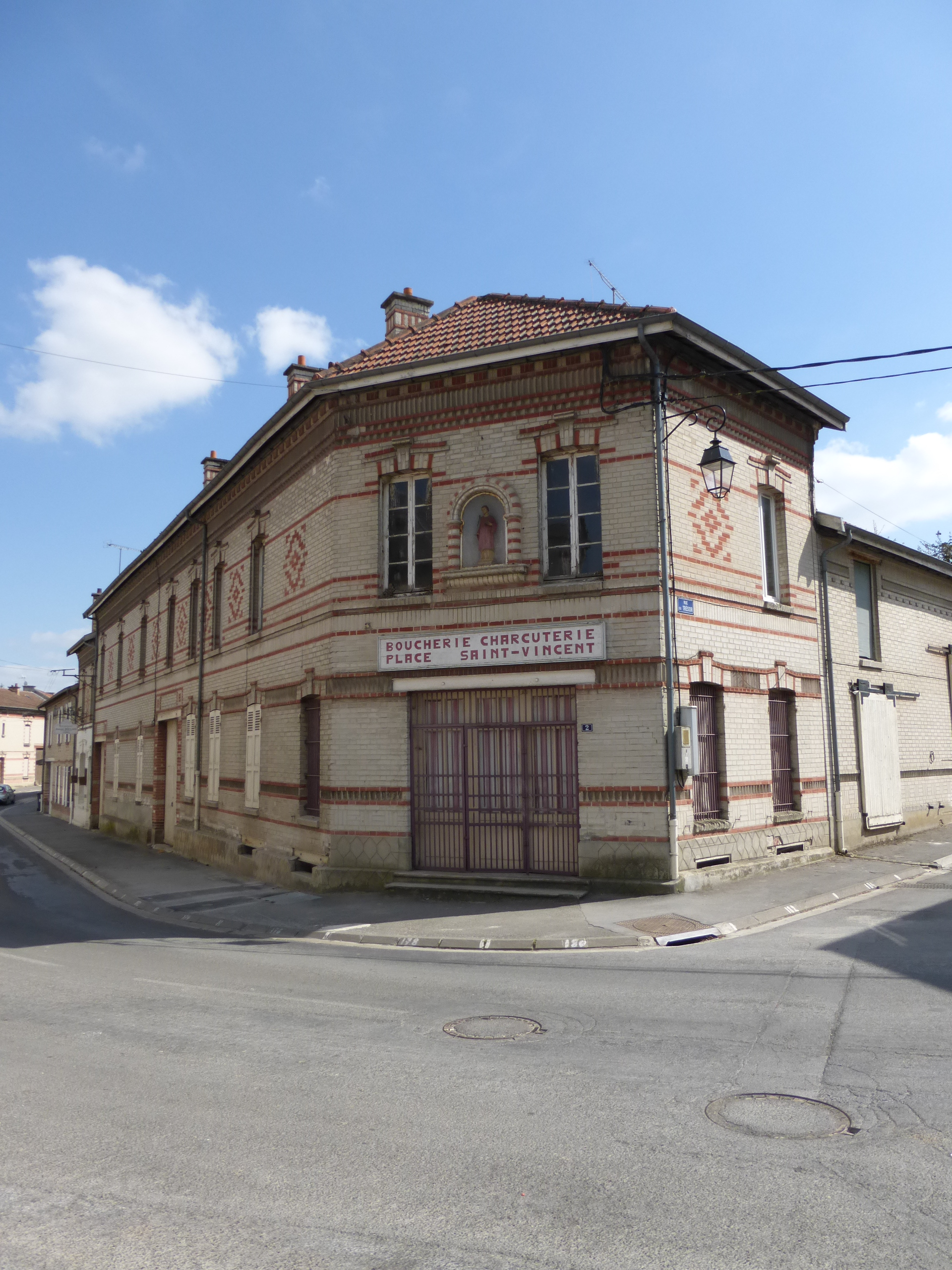
Cormicy - Boucherie Da Rocha, place Saint-Vincent : Architecture de la reconstruction - Roger Bouvard, arch. dplg.

La spécificité de la commune est d'avoir, après avoir été totalement détruite lors de la Première Guerre mondiale, été entièrement reconstruite. Cette reconstruction est exemplaire dans la mesure où la trame urbaine ancienne issue du Moyen Âge fut maintenue. En effet, à cette époque dite « moderne », l'urbanisme naissant imposait des plans d'urbanisme régulateurs inspirés par le mouvement des cités jardins notamment. Le plan médiéval fut maintenu dans ces grandes lignes, mais l'architecture fut typiquement urbaine et non rurale. Elle est encore très homogène avec les mêmes matériaux (brique argilo-siliceuse fabriquée localement/tuiles rouges) et le même souci du détail qui tranche avec celle qui put être adoptée dans une approche plus vernaculaire. Seuls les bâtiments symboliques furent reconstruits en pierre et toiture en ardoise : l'église, la mairie et la poste. L'ensemble de la Reconstruction, et c'est ce qui en fait un exemple unique pour cette époque, par un seul et même urbaniste et architecte parisien, Roger Bouvard (1875-1961). Il dessina la quasi-totalité des 450 bâtiments tant publics que privés sans pour autant avoir recours à des modèles-types comme ce fut le cas à l'époque. Il échappa aussi à une reconstruction à l'identique sur un modèle pseudo-vernaculaire. Aucun n'est identique tout en créant un paysage urbain homogène et de grande qualité. Il imprima une architecture urbaine avec notamment un traitement en pan coupé des bâtiments en angle de rue. Autre fait unique en son genre, ces bâtiments furent construits avec un matériau unique fabriqué sur place : la brique silicocalcaire, ancêtre du « Siporex ». Pour ces raisons et aussi le caractère exceptionnel de la démarche de reconstruction que la ville de Cormicy vient d'être classée homologable au titre des Petites cités de caractère en 2014.
La mairie construite sur les plans l'architecte rémois Alphonse Gosset (1835-1914) fut agrandie en respectant l'architecture initiale. La place d'Armes entre l'hôtel de ville et l'église fut, elle, doublée en surface.
Par ailleurs, compte tenu de la qualité et de l'homogénéité de ce patrimoine hérité de la Reconstruction, la commune a initié en 2013, une étude en vue de la création d'une AVAP. Depuis juillet 2016 l'AVAP est devenue PVAP (Site patrimonial remarquable - Plan de valorisation de l'architecture et du patrimoine).
Le hameau de Sapigneul, en zone rouge, n'a pas été reconstruit. Il en fut de même pour le hameau de la Neuville.
Par arrêté préfectoral du 31 décembre 2016, depuis le 1er janvier 2017, Gernicourt (Aisne) est rattachée à la commune de Cormicy pour former une commune nouvelle.

### Hameau de La Neuville
L'origine du hameau de La Neuville, remonte au début de l'invasion romaine qui est alors appelé « Novavilla » comme l'indiquent les écrits de l’archevêque de Reims Remi. Auguste Longnon le mentionne sous les noms anciens de Villa Nova propre Curmisiacum (1190), La Neuville-le-Trésorier (XIVe siècle), La Neuville-lés-Cormicy et La Neuville-la-Cuve en 1847 ;
Située dans un petit vallon et baignée par le ruisseau des Fontaines et de la Loivre, le hameau de La Neuville était, comme Cormicy, la propriété des archevêques de Reims.
Henri de France, archevêque de Reims de 1162 à 1175, fait donation du hameau au trésorier de l'église de Reims. En 1190, cette donation est confirmée par une charte de Guillaume aux Blanches Mains qui rappelle que cette donation est toujours en faveur des Trésoriers de la Cathédrale qui en conserveront ce droit jusqu'à la Révolution.
La Neuville possédait son église, avec un cimetière autour, qui était placée sous le vocable de sainte Marguerite[Laquelle ?] qui exista jusque vers la fin du XVIIe siècle, car on y trouve deux inhumations en 1675.
Le hameau qui est composé d'une dizaine d'habitations et peuplé d'une cinquantaine d'habitants principalement des cultivateurs et manouvriers, comprend aussi trois fermes et un moulin à eau.
Alors que le hameau ne subit aucune vicissitude que ce soit durant les guerres de Louis XIV, les guerres de la Révolution et de l'Empire ni celle de 1870, il est totalement rasé dès 1914 au début de la Première Guerre mondiale.
La Neuville, étant situé en zone rouge, ne sera jamais reconstruit.

## Politique et administration

### Rattachements administratifs et électoraux
Avant la fusion de 2017, les anciennes communes étaient situées respectivement : 
- pour Cormicy, dans la région Grand Est (jusqu'au 31/12/2015 en région Champagne-Ardenne), dans le département de la Marne, dans l’arrondissement de Reims et, avant le redécoupage cantonal de 2014 en France dans le canton de Bourgogne-Fresne[Note 6]. Elle était membre de la communauté de communes du Nord Champenois[Note 7],[1].
- pour Gernicourt, dans la région Hauts-de-France (jusqu'au 31/12/2015 en région Picardie), dans le département de l'Aisne, dans l’arrondissement de Laon et dans le canton de Guignicourt (renommé canton de Villeneuve-sur-Aisne), Elle était membre de la communauté de communes de la Champagne Picarde[1].

Les deux conseils municipaux ayant demandé, chacun le 15 décembre 2015, la création d'une commune nouvelle, et après avis favorable des conseils départementaux et régionaux concernés, le décret du 28 décembre 2016 a transféré Gernicourt  dans la Marne. L'arrêté préfectoral du 31 décembre 2016 a créé la commune nouvelle dénommée  Cormicy constituée par la fusion des deux anciennes communes, et l'a rattachée à l'arrondissement de Châlons-en-Champagne du département de la Marne dans la région Grand Est.
Dans le cadre du redécoupage cantonal de 2014 en France le canton n'est plus qu'une circonscription électorale, et les habitants de la commune nouvelle votent dans le canton de Bourgogne-Fresne.
Pour l'élection des députés, ils font partie de la première circonscription de la Marne.

### Intercommunalité
Dans le cadre des dispositions de la loi portant nouvelle organisation territoriale de la République du 7 août 2015, qui prévoit que les établissements publics de coopération intercommunale (EPCI) à fiscalité propre doivent avoir un minimum de 15 000 habitants, la communauté de communes du Nord Champenois fusionne avec ses voisines pour former, le 1er janvier 2017, la communauté urbaine dénommée Grand Reims, et l'arrêté préfectoral de création de la commune nouvelle prévoit l'adhésion immédiate de celle-ci à la nouvelle intercommunalité.

### Tendances politiques et résultats
Lors du premier tour des élections municipales de 2020 dans la Marne, la liste menée par me maire sortant Dominique Decaudin obtient la majorité absolue des suffrages exprimés, avec 368 voix (54,03 %, 16 conseillers municipaux élus dont un communautaire), devançant celle menée par Joël Duvivier qui a recueilli 313 voix (45,96 %, 4 conseillers municipaux élus.
Lors de ce scrutin marqué par la pandémie de Covid-19 en France, 41,67 % des électeurs se sont abstenus).
Lors du premier tour de l'élection présidentielle de 2022, les quatre premiers candidats ont été Marine Le Pen (38,53 %), Emmanuel Macron (26,19 %), Jean-Luc Mélenchon(10,28 %) et Éric Zemmour  (8,12 %).
Au second tour, Marine Le Pen devance avec 464 voix (54,41 %) le candidat élu Emmanuel Macron (414 voix, 45,59 %). Lors de ce scrutin, 20,26  % des électeurs se sont abstenus.

### Administration municipale
De sa création en 2017 jusqu'aux élections municipales de 2020, le conseil municipal de la commune nouvelle est constitué de l'ensemble des conseillers municipaux des deux anciennes communes élus en 2014, soit 21 membres.
À partir du mandat 2020-2026, le conseil municipal est unique et comprend 21 membres (y compris le maire et ses adjoints), dont 1 siège au conseil communautaire du Grand Reims. Depuis la création de la commune nouvelle au 1er janvier 2017, Cormicy conserve un maire délégué pour chaque ancienne commune.

### Liste des maires
| Période                                  | Période                        | Identité            | Étiquette | Qualité                                                                                  |
| ---------------------------------------- | ------------------------------ | ------------------- | --------- | ---------------------------------------------------------------------------------------- |
| Les données manquantes sont à compléter. |                                |                     |           |                                                                                          |
| 1800                                     | 1807                           | Jean Ledoux         |           |                                                                                          |
| 1807                                     | 1827                           | Jacques Mauduit     |           |                                                                                          |
| 1827                                     | 1830                           | Louis Regnard       |           |                                                                                          |
| 1830                                     | 1832                           | Louis Mauduit       |           |                                                                                          |
| 1832                                     | 1838                           | Pierre Regnard      |           |                                                                                          |
| juillet 1838                             | août 1838                      | Louis Lefevre       |           |                                                                                          |
| 1838                                     | 1840                           | Louis Hacquart      |           |                                                                                          |
| 1840                                     | 1864                           | Pierre Derosières   |           | Médecin                                                                                  |
| 1864                                     | 1871                           | Remy Barbier        |           | Maire jusqu'en 1870, puis président de la Commission municipale, puis maire en 1871      |
| 1871                                     | 1879                           | Toussaint Malot     |           |                                                                                          |
| 1879                                     | 1881                           | Louis Hacquart      |           |                                                                                          |
| 1881                                     | 1884                           | Alexandre Lecomte   |           |                                                                                          |
| 1884                                     | 1896                           | Simon Herbillon     |           |                                                                                          |
| 1896                                     | 1900                           | Paul Fontaine       |           |                                                                                          |
| 1900                                     | 1904                           | Désiré Masse        |           |                                                                                          |
| 1904                                     | 1909                           | Simon Herbillon     |           |                                                                                          |
| 1909                                     | 1910                           | Désiré Masse        |           |                                                                                          |
| 1910                                     | 1925                           | Guillaume Larue     |           | Entrepreneur de travaux publics                                                          |
| 1925                                     | 1935                           | Pierre Guillaume    |           | Avocat                                                                                   |
| 1935                                     | 1938                           | Émile Lemaire       |           | Commerçant                                                                               |
| 1938                                     | 1965                           | Pierre Henri Vallet |           |                                                                                          |
| 1965                                     | 1971                           | André Simon         |           |                                                                                          |
| 1971                                     | 1977                           | André Delaunay      |           |                                                                                          |
| 1977                                     | 1983                           | Hubert Vallet       |           | Notaire                                                                                  |
| 1983                                     | 1989                           | Jean Louis Michel   |           |                                                                                          |
| 1989                                     | 2001                           | Charles Gaillourdet |           | Médecin                                                                                  |
| 2001                                     | 2008                           | Françoise Travers   |           |                                                                                          |
| 2008                                     | automne 2022                   | Dominique Decaudin  |           | Professeur des écoles Vice-président de la CC du Nord Champenois[Quand ?] Démissionnaire |
| octobre 2022                             | En cours (au 16 décembre 2022) | Chantal Lantenois   |           | Cadre retraitée                                                                          |

### Communes déléguées
La commune nouvelle comprend, aux termes de son arrêté de création, deux communes déléguées correspondant aux anciennes communes. À la suite des élections anticipées d'octobre 2022, leurs maires délégués sont :
- Chantal Lantenois, maire déléguée de Cormicy (et maire de la commune nouvelle de Cormicy)
- Antoine Sanchez, maire délégué de Gernicourt (et 1er adjoint de la commune nouvelle de Cormicy).

### Distinctions et labels
La ville de Cormicy est classée ville fleurie au concours national des villes et villages fleuris avec une fleur au palmarès 2013. Dans ce cadre le bassin de la place d'Armes a été aménagé de façon à assurer un équilibre écologique naturel avec des plantes oxygénantes pour éviter la prolifération des algues et l'eutrophisation du milieu aquatique.
La ville de Cormicy est labellisée Petite Cité de caractère compte tenu du caractère unique et exemplaire de sa reconstruction après la première guerre mondiale par l'architecte-urbaniste parisien Roger Bouvard. Cette identité propre est confortée par un patrimoine homogène et de grande qualité ainsi que par des espaces publics, la promenade des remparts notamment, importants en sus du parc du château. Cette distinction de Petite Cité de Caractère atteste également de la qualité de l'accueil touristique et des animations.

### Jumelages

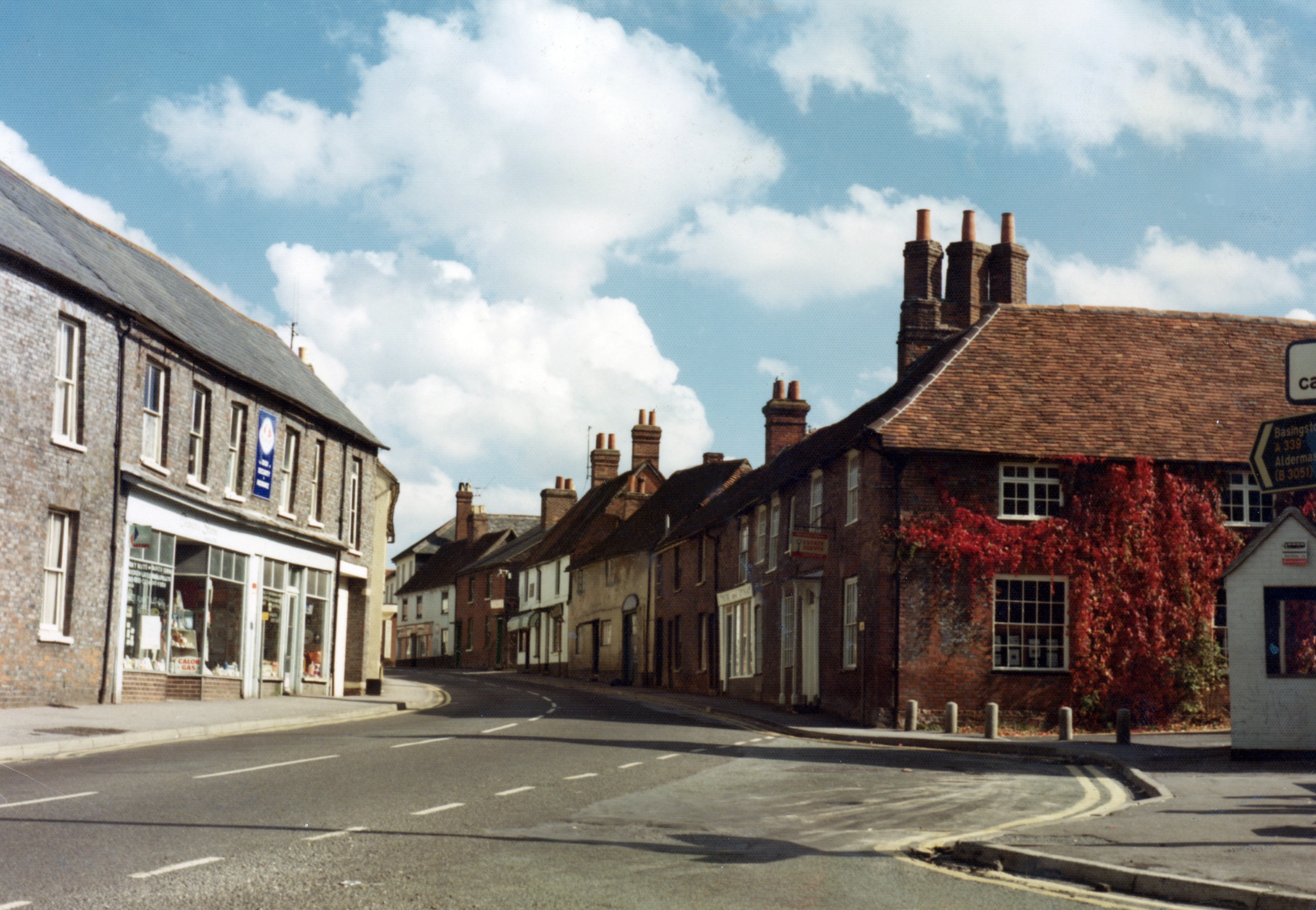
George Street, Kingsclere.

Cormicy est jumelée à Kingsclere, commune de Hampshire, en Angleterre à proximité de la ville de Newbury. De nombreux échanges ont lieu tous les ans entre les deux villages.
Kingsclere est situé près de la colline Watership Down, connu du roman de Richard Adams, Les Garennes de Watership Down, paru en 1972.

## Équipements et services publics
Son statut de ville sous la houlette des évêques de Reims permit à la commune de bénéficier d'équipements « publics » qui assurèrent son rayonnement et sa fonction de chef-lieu. La commune obtint le droit de foire dès le Moyen Âge et cette tradition s'est perpétuée jusqu'à la fin du XXe siècle avec la foire de la Saint Luc. Elle était aussi dès cette époque ancienne d'une structure de gestion municipale et aussi d'un tribunal et d'une compagnie d'arbalétriers. Le grenier à sel induisait aussi une certaine activité et mouvements qui justifiaient aussi la création d'une halte de Poste (ancêtre des auberges et des hôtels). Au milieu du XXe siècle, la commune comptait encore hôtels et restaurants que pouvaient venir fréquenter les Rémois comme les habitants de Soissons en utilisant le CBR. La commune fut aussi dotée très tôt d'établissements d'enseignements pour les filles comme pour les garçons et aussi d'un hôpital. Le prieuré accueillait régulièrement, en villégiature ou en résidence forcée, des membres du haut clergé rémois (évêques et chanoines).
Un notaire (étude Vallet) fut présent sur la commune pendant plusieurs siècles jusqu'à son transfert à Reims en 1974. Elle avait été créée en 1543 ce qui en fait l'une des plus anciennes études du département de la Marne. Maître Valzechet en fut le premier titulaire. Le dernier a y avoir résidé était Maître Pierre-Henri Vallet. La durée de son exercice, 36 ans, est l'une des plus longues des 36 titulaires successifs.
La commune est aussi centre de premier secours en matière de lutte contre l'incendie.
La commune a maintenu et développé ses activités scolaires avec une école maternelle et une école primaire, une crèche et un centre social, une bibliothèque, des terrains de sport, une salle des fêtes pour l'accueil des manifestations associatives, une salle pour les jeunes dite du « patronage »... La commune a aussi créé une triennale de la photographie qui a lieu désormais régulièrement.
Cette fonction de chef-lieu a été maintenue maintenu malgré l'implantation de la perception à Hermonville et la création du collège du Mont d'Hor à Saint Thierry malgré un projet initial sur la commune. Elle se traduit par la présence de la Poste et son maintien et plus récemment par la création de la Maison des Services Publics. La commune a maintenu ses services en matière de santé avec un cabinet médical, des activités paramédicales et aussi une pharmacie et un centre de soins du corps et d'esthétique.
Les commerces traditionnels ont peu à peu disparu du centre ville sous l'effet des mutations de leurs activités : boucherie, épiceries des maisons à succursales multiples (Coopérateurs, Goulet-Turpin...), droguerie, Les Galeries Cormiciennes (vêtements, mercerie..), Horlogerie bijouterie Forest, Garage SIMON, Le Cheval Blanc et l'Étoile (bars)... Il reste cependant un boulanger, un tabac-presse, une restauration rapide, un fleuriste. Les autres activités se sont regroupées autour de la « superette » qui a été réalisée sur la route de Pontavert. Les artisans se sont maintenus et développés même si les activités anciennes comme celle du maréchal ferrant ont disparu.
Nombreux viticulteurs ont ouvert des « accueils » pour une vente directe de leur production de champagne.

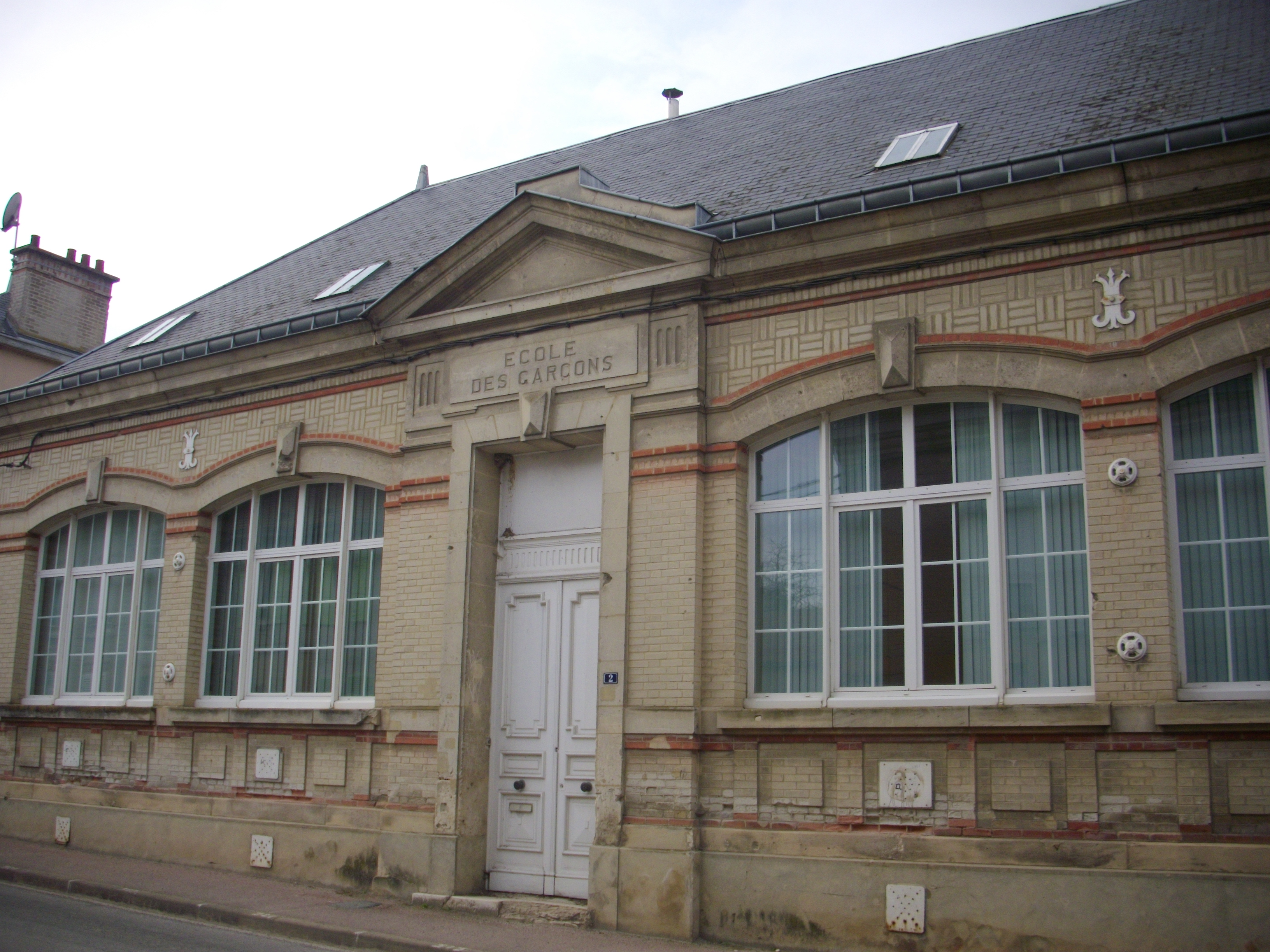
École.
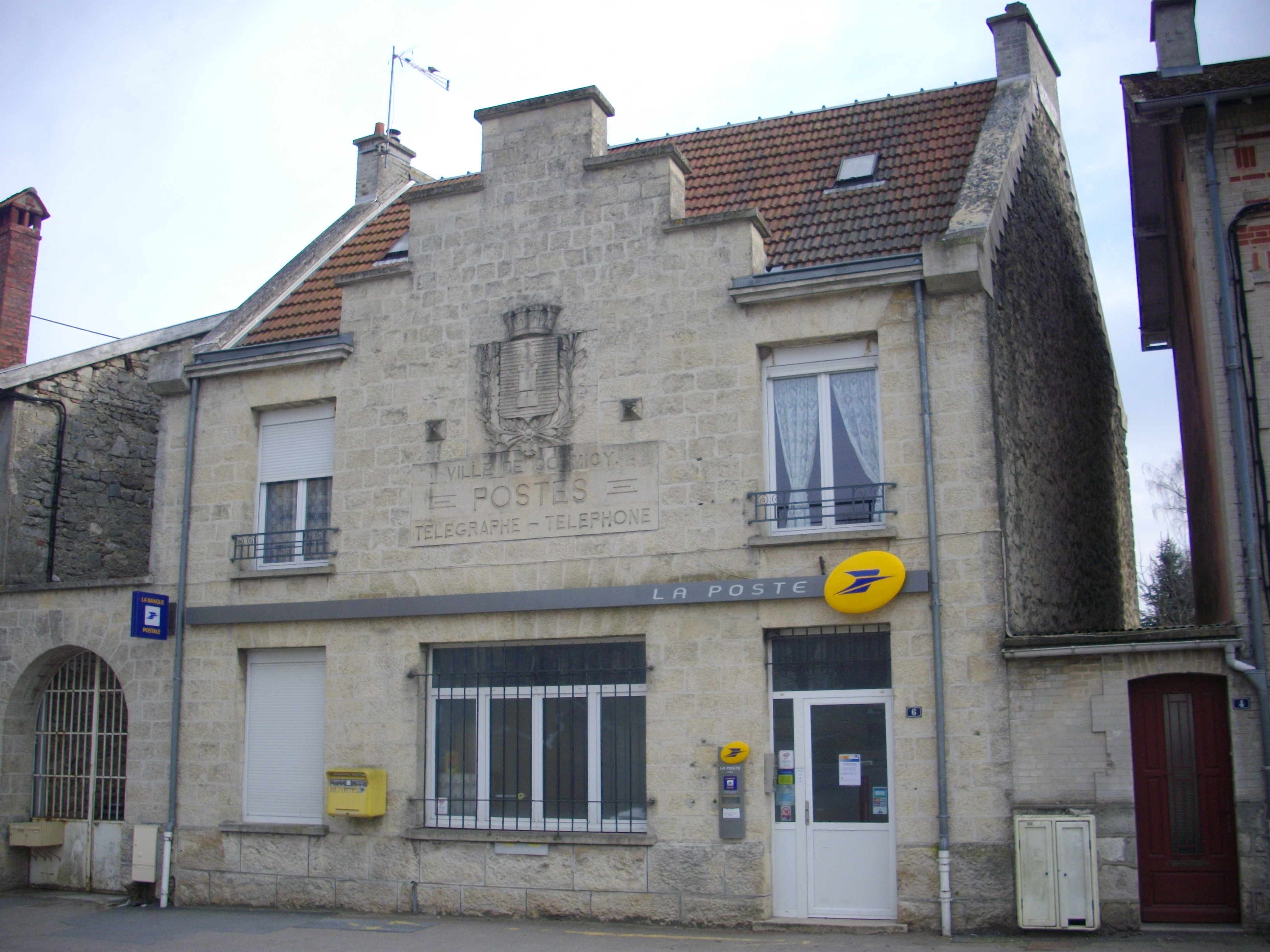
La poste.
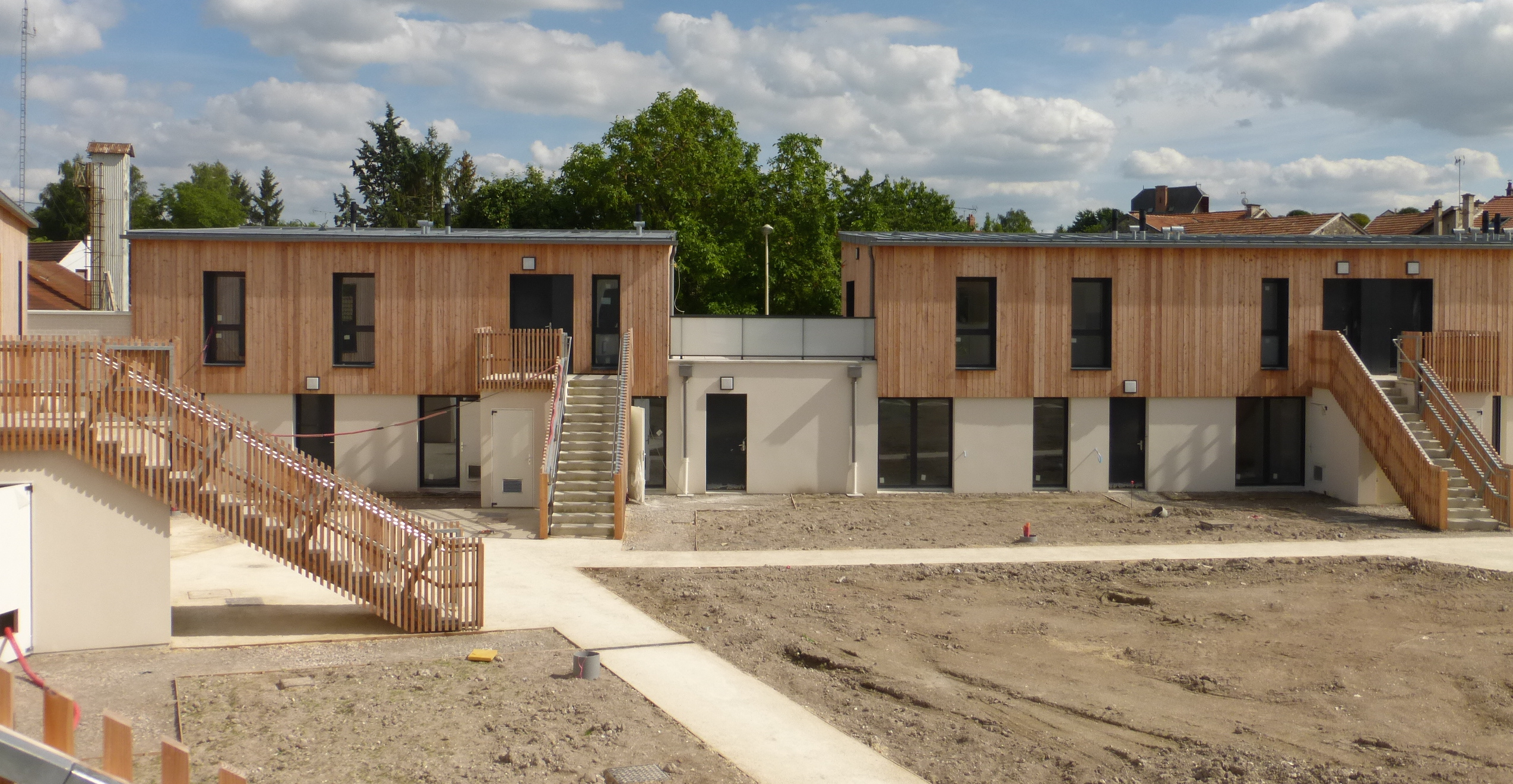
Le pôle intergénérationnel en 2016.

## Population et société

### Démographie

#### De 1793 à 2014
L'évolution du nombre d'habitants est connue à travers les recensements de la population effectués dans la commune depuis 1793. À partir du 1er janvier 2009, les populations légales des communes sont publiées annuellement dans le cadre d'un recensement qui repose désormais sur une collecte d'information annuelle, concernant successivement tous les territoires communaux au cours d'une période de cinq ans. 
Pour les communes de moins de 10 000 habitants, une enquête de recensement portant sur toute la population est réalisée tous les cinq ans, les populations légales des années intermédiaires étant quant à elles estimées par interpolation ou extrapolation. Pour la commune, le premier recensement exhaustif entrant dans le cadre du nouveau dispositif a été réalisé en 2008,.
En 2014, la commune comptait 1 422 habitants, en évolution de +0,49 % par rapport à 2009 (Marne : +0,83 %, France hors Mayotte : +2,49 %).
| 1793  | 1800 | 1806  | 1821  | 1831  | 1836  | 1841  | 1846  | 1851  |
| ----- | ---- | ----- | ----- | ----- | ----- | ----- | ----- | ----- |
| 1 135 | 980  | 1 242 | 1 291 | 1 482 | 1 505 | 1 590 | 1 578 | 1 573 |

| 1856  | 1861  | 1866  | 1872  | 1876  | 1881  | 1886  | 1891  | 1896  |
| ----- | ----- | ----- | ----- | ----- | ----- | ----- | ----- | ----- |
| 1 560 | 1 431 | 1 361 | 1 324 | 1 284 | 1 223 | 1 226 | 1 227 | 1 205 |

| 1901  | 1906  | 1911  | 1921 | 1926 | 1931 | 1936 | 1946 | 1954 |
| ----- | ----- | ----- | ---- | ---- | ---- | ---- | ---- | ---- |
| 1 207 | 1 204 | 1 188 | 707  | 924  | 900  | 908  | 837  | 821  |

| 1962 | 1968 | 1975 | 1982 | 1990 | 1999  | 2008  | 2013  | 2014  |
| ---- | ---- | ---- | ---- | ---- | ----- | ----- | ----- | ----- |
| 775  | 752  | 752  | 838  | 961  | 1 061 | 1 400 | 1 431 | 1 422 |

Après la guerre de 14/18, la commune complètement détruite, comptait seulement 540 habitants au 1er décembre 1920

#### Territoire de la commune nouvelle
La population des anciennes communes puis de la commune nouvelle est connue par les recensements menés régulièrement par l'Insee. Ces chiffres concernent le territoire de l'actuelle commune nouvelle.
En 2025, la commune nouvelle comptait 1 504 habitants.
| 1968 | 1975 | 1982 | 1990  | 1999  | 2008  | 2013  | 2019  |
| ---- | ---- | ---- | ----- | ----- | ----- | ----- | ----- |
| 828  | 807  | 881  | 1 020 | 1 116 | 1 464 | 1 478 | 1 487 |

### Manifestations culturelles et festivités
- Vide grenier
- 24e bourse Militaria

### Cultes

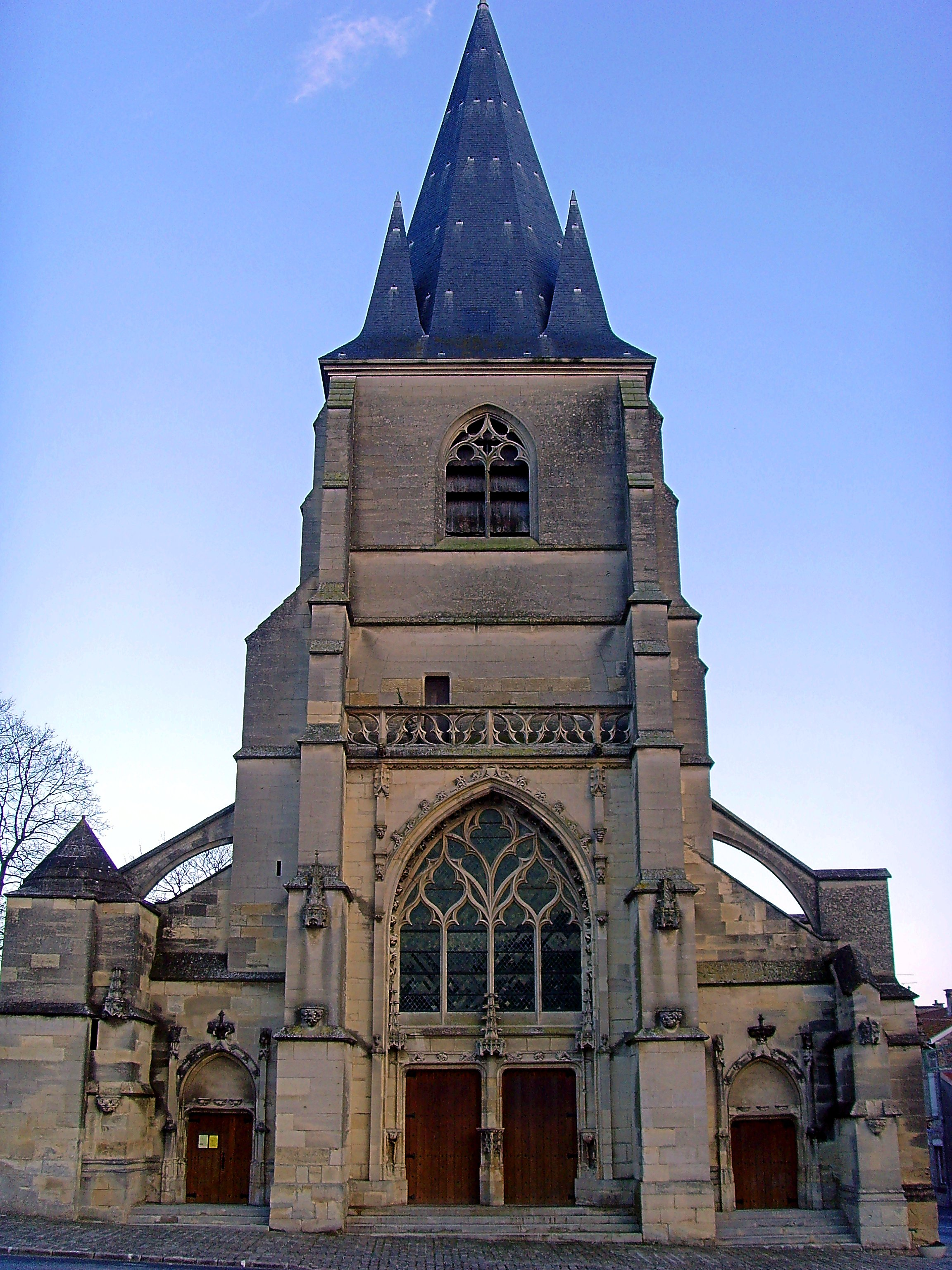
Église Saint-Cyr-et-Sainte-Julitte de Cormicy.

L'église Saint-Cyr-et-Sainte-Julitte actuelle a été reconstruite après la destruction partielle lors de la Première Guerre mondiale. Elle comporte une nef romane du XIIe siècle voire du XIe siècle et le portail, en style gothique, date de la première moitié du XVe siècle ainsi que l'adjonction des travées de part et d'autre de la nef.
En 1680, le pape Innocent XI confère à la paroisse une indulgence plénière à gagner chaque année à la fête de Saint Cyr et Sainte Julitte.
Après la retraite de l'abbé Dricot, Cormicy n'a plus de curé résident et fait partie de la paroisse catholique du « Mont d'Hor », au sein du diocèse de Reims, dont le presbytère est à Merfy et qui regroupe les onze anciennes paroisses Notre-Dame de Cauroy-les-Hermonville, Sainte-Marie-Madeleine de Chalons-sur-Vesle, Saint-Nicolas de Chenay, Saint-Cyr-Sainte-Julitte de Cormicy, Saint-Sauveur de Hermonville, Saint-Sébastien de Merfy, La Visitation de Pouillon, Saint-Hilaire de Saint-Thierry, Saint-Remi de Thil, Saint-Théodulphe de Trigny et Saint-Théodulphe de Villers-Franqueux.

## Économie
L'activité économique locale repose sur trois secteurs principaux encore présents de nos jours et hérités du Moyen Âge pour le moins :
- l'exploitation des ressources naturelles et leur transformation éventuelle sur place ;
- l'agriculture et la viticulture ;
- les commerces et services liés au statut de ville de la commune et aussi à son positionnement comme étape fortifiée entre Laon et Reims.

### Un bourg centre structurant
En 2013, il y a encore plus de 130 emplois sur la commune qui a ainsi échappé à une fonction de commune-dortoir comme ce fut le cas pour certaines de ces voisines dans l'attraction directe de l'agglomération rémoise et ce malgré une absence de desserte ferroviaire. Après une régression au lendemain de la seconde guerre mondiale liée à l'attractivité de la ville de Reims et de son développement, la croissance de la commune reprend progressivement avec la création d'un premier lotissement en 1967. Son solde migratoire redevint positif à partir de 1975 induisant un rajeunissement sensible de la population. Le développement local continue de bénéficier des infrastructures routières avec la RD 944 et aussi le canal.
Cormicy est la commune la plus importante de tout le secteur Nord rémois avec en 2014, une population de 1 420 habitants et 166 emplois sur les 427 que comptent les douze communes de la communauté de communes du Nord Champenois. L'activité agricole est représentée par la polyculture et aussi la viticulture. Une partie des viticulteurs sont récoltants-manipulants. Il existe aussi une coopérative vinicole. Il faut ajouter aussi en termes d'exploitation des ressources naturelles, l'exploitation de la forêt dont une partie des bois est transformée sur place en bois d'œuvre par la scierie Huberlant et exportée en Europe. À la Maison Bleue se trouve une société de préfabrication d'élément en béton, la CAPREMIB, le plus gros employeur de la commune.
La commune est aussi dotée d'un port fluvial qui vient d'être étendu pour accroître sa capacité. Il permet à la CAPREMIB d'alimenter le marché national notamment par voie d'eau. Elle bénéficie aussi d'une halte fluviale. Il faut ajouter à ces activités industrielles une fabrique de bouchons, une entreprise d'injection de plastique, une menuiserie métallique...
La commune comporte plusieurs secteurs économiques qui en font le bourg centre de tout le secteur. En 2014 on recensait :
- le pôle santé avec un cabinet médical en sus des infirmières et kinésithérapeutes, dentistes, sage-femme, pédicure-podologue, pharmacie... C'est pour cette raison que l'ARS (Agence régionale de Santé) a qualifié la commune de bourg centre prioritaire pour la médecine ambulatoire. La commune est aussi dotée du seul centre d'intervention de premiers secours avec un corps de sapeurs pompiers bénévoles;
- un pôle de commerces et services de proximité regroupés en deux sites, le centre ville et la zone d'activités sur la route de Pontavert. En sus du supermarché et du poste de distribution de carburants, on trouve dans la commune une boulangerie-pâtisserie, un tabac-presse-journaux, une fleuriste, une esthéticienne, des coiffeurs, un entrepreneur de pompes funèbres avec un funérarium, un fleuriste, un opticien, une épicerie-fine restauration, une auto-école...
- les services publics sont restés présents avec la poste, les écoles maternelles et primaires, une maison des services publics, une médiathèque.
- les artisans offrent une grande diversité d'activités : menuisier, carreleur, peintres, plombier, maçonnerie, ravalement, ramonage, entretien de jardins;

La commune développe aussi son accueil touristique des aires d'accueil privées pour camping-cars.

### Exploitation des ressources naturelles

#### Bois
La commune dispose de nombreuses ressources naturelles à commencer par le bois de la forêt qui s'étend sur la Petite et la Grande Montagne. Ces bois sont encore en exploitation comme bois d'œuvre et bois de chauffe. Ils sont encore transformés, une part localement avec le scierie Hurberlant implantée depuis plusieurs générations sur la commune. Une partie de cette production est exportée vers l'Asie et l'Espagne. Le CBR contribua au développement de cette activité et à la commercialisation du bois. Certains membres de cette famille furent menuisiers et conservèrent une activité de fabrique de cercueils et d'activités funéraires jusqu'à une époque récente. Face à le menuiserie en face de la Porte du Bourg s'est implantée au milieu du XXe siècle un marchand de meubles (Meubles Monnier) qui eut ensuite une succursale à Reims, avenue de Laon. Les archives communales témoignent aussi du rapport de cette exploitation des bois communaux au XIXe siècle et qui permit notamment de faire face aux besoins des familles les plus modestes. Le maintien de ces bois et aussi des chemins d'exploitation induit assure une pérennité de la chasse dont témoigne la « baraque » de chasse en haut des Pissotés.
Notons qu'une partie du territoire communal en [Zone rouge (séquelles de guerre)|zone rouge] à la suite de la Première Guerre mondiale est retournée en bois sur le mont Sapigneul mais qui ne peut être exploitée du fait de la présence des restes de munitions et obus.

#### Cendres
Le développement de l'agriculture et sa mécanisation induisit un besoin d'amendement des terres de Champagne généralement très pauvres. Aussi, furent exploitées les terres de la Cendrière qui permettait la production de sulfates, d'alun et aussi d'acide sulfurique. Cette production était transportée par chemin de fer (le CBR). Les cendres sulfureuses étaient utilisées localement.

#### Argile
L'argile fut extraite et utilisée localement pour alimenter une briqueterie qui fournit l'ensemble des briques nécessaires à la reconstruction de la ville après la Première Guerre mondiale. Trop chargée en silice, cette brique de mauvaise qualité fut abandonnée par la suite.

#### Rivière La Loivre
La Loivre, malgré un débit et un volume restreints, permit non seulement d'avoir des étangs pour la pisciculture pour les hameaux de Sapigneul et de La Neuville, mais aussi d'alimenter un moulin à eau.

#### Énergie éolienne
Le vent permit de faire tourner les moulins à vent sur une butte qui en a conservé le toponyme. Cela induit aussi la présence de cultures de céréales en volume suffisant pour maintenir une telle activité.

#### Matériaux de construction
Le savoir faire local en termes de production de matériaux de construction et aussi la proximité des voies de communication (RN 44 et canal) permit l'implantation d'une entreprise importante spécialisée dans la préfabrication d'éléments de construction et d'infrastructures en béton. Cette unité de production fut fondée par Thouraud en 1923. Son fils Jean Thouraud dirigea ensuite l'entreprise. Ce dernier fut aussi maire de la commune de Guignicourt dans l'Aisne. Elle est rachetée par le groupe Tarmac en 1993 et elle fait aujourd'hui partie du groupe CARI.

### Agriculture et viticulture

#### Agriculture
L'agriculture est une activité traditionnelle qui se maintient dans la plaine. Elle est aujourd'hui principalement liée à l'économie nord-champenoise et au pôle de compétitivité de Bazancourt. La production locale était principalement les céréales et la betterave. Jusqu'à une époque récente la région rémoise comprenait trois sucreries importantes : Condé-sur-Aisne et Sillery desservies par la voie ferrée et le canal, et la sucrerie de Bazancourt. L'activité agricole induisit aussi des activités annexes comme celle du maréchal ferrant Deligny, place St Vincent, ou du mécanicien diéseliste André Hourdeaux, rue du Vieux Grenier à Sel. Un bourrelier-sellier exerça jusqu'à peu son activité sur la commune.

#### Viticulture
La vigne est une activité présente sur les pentes de la Grande Montagne depuis des temps anciens, mais son développement est lié au réchauffement climatique constaté à la fin du Moyen Âge et à la Renaissance. L'activité vini-viticole de la région permet de produire un vin de qualité connu dans tout le pays comme en témoigne la production laonnoise par exemple et l'intérêt qui portèrent les évêques. Cependant cette activité qui s'étendait jusqu'à Chaudardes dans l'Aisne fut remise en cause d'une part avec la crise du début du XXe siècle avec le phylloxéra et d'autre part avec les destructions de la Première Guerre mondiale. La partie la plus septentrionale des terres à vigne de champagne ne fut pas replantée. C'est à partir des années soixante que la vigne fait sa réapparition sur le terroir de Cormicy. Elle occupe aujourd'hui une part importante des coteaux exposés à l'est et au sud, au-dessus du bourg. Cette activité a généré la mise en place d'une coopérative qui regroupe une partie des vignerons. Sont recensés à ce jour 14 viticulteurs sur la commune.

##### Horticulture
Le terroir local est aussi propice à l'horticulture et au maraîchage, notamment sur les pentes au pied de la montagne où la terre est plus riche. La tradition locale évoque même la présence d'une pivoine dite de Cormicy. Cette activité est aujourd'hui encore présente avec une exploitation de plantes aromatiques et médicinales (Corpart) et une vente locale de ces produits.

## Culture locale et patrimoine

### Lieux et monuments
- L'église Saint-Cyr-et-Sainte-Julitte date du XIIe siècle, mais la présence d'une église est attestée dès le VIIIe siècle. Saint Rigobert, archevêque de Reims, s'y arrêtait lors de ses trajets entre Gernicourt, où il était en exil, et Reims. L'église dédiée à Saint-Cyr et à Sainte-Julitte est agrandie et embellie au XVe siècle en style gothique. Elle sera partiellement reconstruite après la Première Guerre mondiale. Elle est inscrite à l'inventaire des monuments historiques par décret du 30 novembre 1921. Elle comprend deux éléments d'Art nouveau sculptés dans un tuffeau : le baptistère et la chaire.

Les vitraux de l'église ont été réalisés par les Ateliers Lorin (1937-39) sur des cartons de l'architecte Henri-Marcel Magne (1877-1944), fils de Lucien Magne. Henri-Marcel Magne va réaliser les vitraux d'une douzaine d'églises dans la Marne dans le cadre de la reconstruction après la Première Guerre mondiale à la demande de Bernard Haubold, ancien élève de son père. Il voit là l'occasion de mettre en œuvre ses théories développées dans son ouvrage. « Celui-ci y voit l’opportunité de mettre en œuvre sa doctrine relative au vitrail : verres teintés dans la masse, tout au plus gravés mais rejet des émaux et des verres martelés, opalisés, plissés, striés, dont l’usage doit être réservé aux constructions civiles, couleurs vives et chatoyantes, forte présence des plombs qui structurent la composition et dessinent les motifs, restriction de la grisaille. À l’instar de son père, il refuse l’unité de style et « [fait] œuvre moderne dans des édifices anciens » ». Une phrase résume bien sa pensée et ses réalisations : « Le choix d’un style n’est pas en question puisqu’il s’agit de créer une œuvre d’art […]. Ce qui importe, c’est que le vitrail ne soit pas un tableau, que la composition s’accorde avec son cadre architectural, qu’elle demeure sur la surface et qu’elle l’enrichisse par une harmonie de couleurs sans effets de trompe-l’œil ».
- Chapelle Saint-Rigobert de Gernicourt.
- Remparts 
Il reste de la ville médiévale :
  - l'emplacement des remparts (remparts Nord et remparts du midi) ;
  - la porte à la Barre ;
  - les éléments de défense de la tour et notamment le gué ;
  - une part du réseau des souterrains et caves Janvier dont certaines ont été aménagées pour la visite.
- Le château : 
Même si l'appellation est usitée familièrement, il n'existe pas de « château » à Cormicy. Cette dénomination est attribuée au XXe siècle à une jolie bâtisse construite en 1925 au milieu d'un vaste parc boisé en plein cœur du bourg. Cette propriété a été aménagée après la Première Guerre mondiale à l'emplacement des propriétés de l'évêque de Reims qui comprenait le prieuré (presbytère du curé desservant), l'ancien cimetière et aussi la tour de défense dont le plan Villain atteste la présence. Elle a été acquise après la Première Guerre mondiale pour être la propriété du comte romain héréditaire Pierre Joseph Guillaume, camérier secret de cape et d'épée du pape Pie XI (titre nobiliaire de l'Église catholique romaine) et officier de Saint-Jean du Latran et du Saint-Sépulcre. Pierre Guillaume fut maire de Cormicy. Ces données nobiliaires sont attestées expressément par les mentions portées sur l'une des cloches de l'église, la cloche Marie Josèphe. Le bâtiment actuel contient en ses sous-sols un ancien cachot des XIIe et XIIIe siècles.
- L'hôtel de ville : 
Le premier hôtel de ville a été construit par l'architecte rémois Alphonse Gosset (1835-1914) à l'angle de la place d'Armes et de la rue du Puits-Pivot en 1838. Le conseil municipal décide en 1924 de faire reconstruire l'édifice totalement détruit pendant la Première Guerre mondiale . Les travaux menés sur les plans de l'architecte parisien Roger Bouvard (1875-1961) sont terminés en 1926. 
Il a été depuis allongé de deux travées en respectant l'architecture initiale. Il abritait la perception et est contigu à l'école des garçons aujourd'hui désaffectée.
La façade, de 30 m de long et 10 m de hauteur, a été rénovée en 2021 en conservant une trentaine d'impacts de balles datant de la Seconde Guerre mondiale, qui marquent le bâtiment[67]

- Chemin de fer de la banlieue de Reims : 
De l'ancienne ligne du CBR (Chemins de fer de la Banlieue de Reims), le pont de la ligne qui menait de Reims à Soissons en passant par Cormicy. Il reste encore visible aujourd'hui le pont du CBR et aussi un talus le long de la route de Berry-au-Bac. Cormicy disposait d'une gare avec un triage important que nécessitait l'activité économique avec l'emplacement nécessaire pour le chargement et le déchargement des marchandises. Cette gare induisit aussi la réalisation d'un hôtel et des restaurants liés au trafic et à l'activité ferroviaire. Cette ligne desservira jusqu'en 1933 le massif de St Thierry.

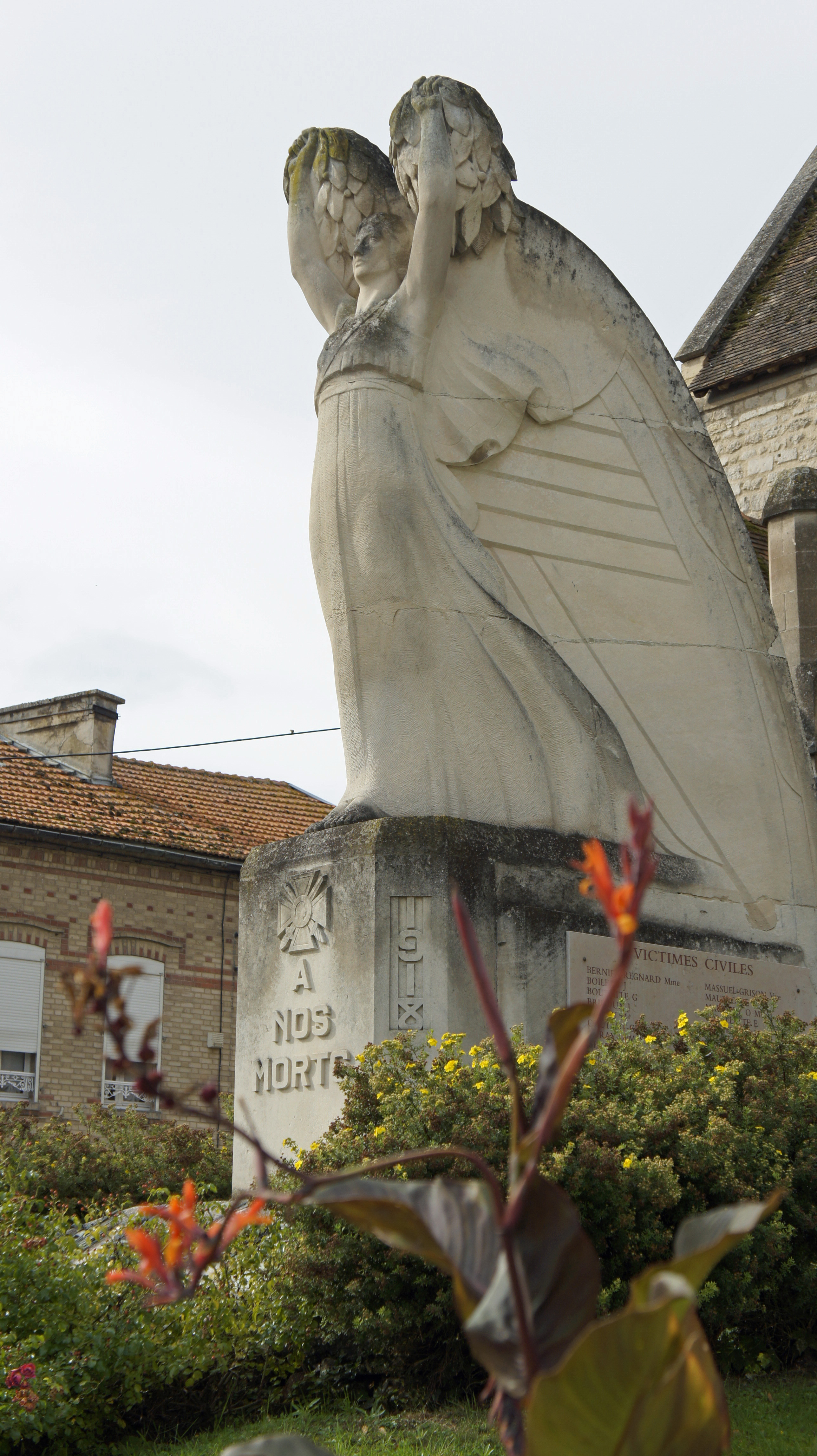
Le monument aux morts.

- Le monument aux morts a été réalisé au chevet de l'église en lieu et place des maisons qui venaient border la place Saint-Vincent, patron des vignerons. Réalisé en 1927, il est l'œuvre du sculpteur rémois Paul Lefebvre (1887-1958) et de l'architecte Edmond Herbé (1864-1960). Il fut inauguré le 29 mai 1927. Son positionnement au chevet de l'église et dans l'axe est-ouest lui confère une symbolique forte du renouveau et de l'espoir avec le visage tendu vers l'Orient. Sont ainsi mêlés dans un même élan et dans un même espoir le profane et le sacré.
L'artiste contemporain Patrice Alexandre[68], dans le cadre de son travail sur les « sculptures de mémoire », s'est inspiré de ce monument aux morts de Cormicy. Ces œuvres sont exposées au Musée royal de l'armée et de l'histoire militaire à Bruxelles.
- La balance de pesée ou bascule, place Flodoard, atteste encore de l'ancienne foire aux bestiaux.
- Lavoirs ; 
Le lavoir reconstruit après la guerre est aujourd'hui utilisé comme garage pour le remisage des véhicules du centre de premiers secours en l'attente de la construction d'un bâtiment plus adapté aux besoins des soldats du feu volontaires.
Il fut aussi reconstruit un second lavoir au-delà de la porte de Fismes, non loin de la route de Pontavert et alimenté par un ruisseau qui descendait le long du chemin du Lavoir qui existe encore aujourd'hui. Ce lavoir, aujourd'hui disparu, se situait au débouché de ce chemin sur la rue Jean-Rostand.
- Chapelle: 
En bordure de la route de Concevreux (chemin de Pontavert) à la sortie de la ville sont conservés les éléments attestant la présence d'une ancienne chapelle dont il ne reste que la porte obturée surmontée d'un calvaire. Elle porte la mention latine gravée dans le linteau : « O crux ave spes unica » (Ô croix je te salue unique espérance). À l'intérieur était une plaque avec la mention « Calvaire érigé par M. l'abbé Robin et les habitants de Cormicy en 1858, restaurée avec la pose de croix nouvelle par la famille Hacquart-Chevergny en 1896 »[69].
- Urbanisme souterrain :
Cormicy dispose d'un urbanisme souterrain qui est hérité pour une part d'un système défensif lié au grenier à sel et sa tour voire avec le système de remparts. Une partie de ce système est appelée caves janvier. Ce sont 33 souterrains ou cavités qui sont, à ce jour, recensés à l'intérieur des anciens remparts. Une autre partie de ces cavités est sans doute héritée des fonctions militaires plus récentes à la fin du XIXe et surtout lors de la Première Guerre mondiale. Ces caves sont creusées dans le sol calcaire. Les accès sont souvent architecturés avec soin avec des voûtes de moellons appareillés et des marches régulières parfaitement taillées. Les recherches souterraines ont aussi permis de découvrir une partie d'aqueduc souterrain. L'association Cormicy ma ville son histoire a œuvré pour la remise en accessibilité du souterrain Malot-Chauvaux qui est désormais visitable en toute sécurité. Une brochure a été aussi éditée par la même association[70].
- Vestiges de la Première Guerre mondiale :
  - Dans la « grande montagne » se trouvent les vestiges d'une batterie qui, pendant la Première Guerre mondiale, était chargée de protéger la cote 108 de Berry-au-Bac dont le rôle était de verrouiller le passage de la rivière Aisne. On peut y retrouver les restes de l'ancienne voie ferrée par où la batterie était approvisionnée en munitions. On y voit également les restes d'un blockhaus avec un poste d'observation que les Cormiciens appellent « Le casque ». Les bois sont encore sillonnés par les restes des tranchées.
  - Sapigneul 
Sapigneul[71],[72] est un village qui a été rattaché à la commune de Cormicy au XVIIIe siècle, mais il faisait depuis le Moyen Âge, partie de la même paroisse avec le même curé desservant. Il était situé au nord-est du territoire communal en limite d'avec la commune de Berry-au-Bac, le village à gauche de la Loivre et le moulin à droite. Il était sur une colline et composé d'une maison forte et d'une chapelle avec quelques maisons formant hameau ainsi que d'un cimetière fort ancien. Ce site fut l'un des enjeux de la Première Guerre mondiale dès son début car la cote 108 permettait le contrôle du canal et surtout du passage de l'Aisne. Le village a été complètement détruit lors des combats qui firent rage. Situé en zone rouge, il n'a pas été reconstruit. Seul un pan de mur conservé permet de le situer, et de rendre hommage aux soldats qui sont tombés en ce lieu. C'est un lieu de commémoration, et de reconstitutions historiques. Entre Sapigneul et La Neuville furent découverts les vestiges d'un cimetière gallo-romain. Du haut de cette butte, il y a un superbe panorama sur Cormicy à contempler le matin.
  - La Nécropole nationale de Cormicy (Nécropole nationale de la Maison Bleue)
[73] en bordure de l'ancienne RN 44, rappelle les durs combats de 1914. Elle recueille les corps de plus de 14 400 soldats français. Ces soldats sont principalement normands et parisiens. Ils tombèrent lors des combats entre septembre 1914 et avril 1915.

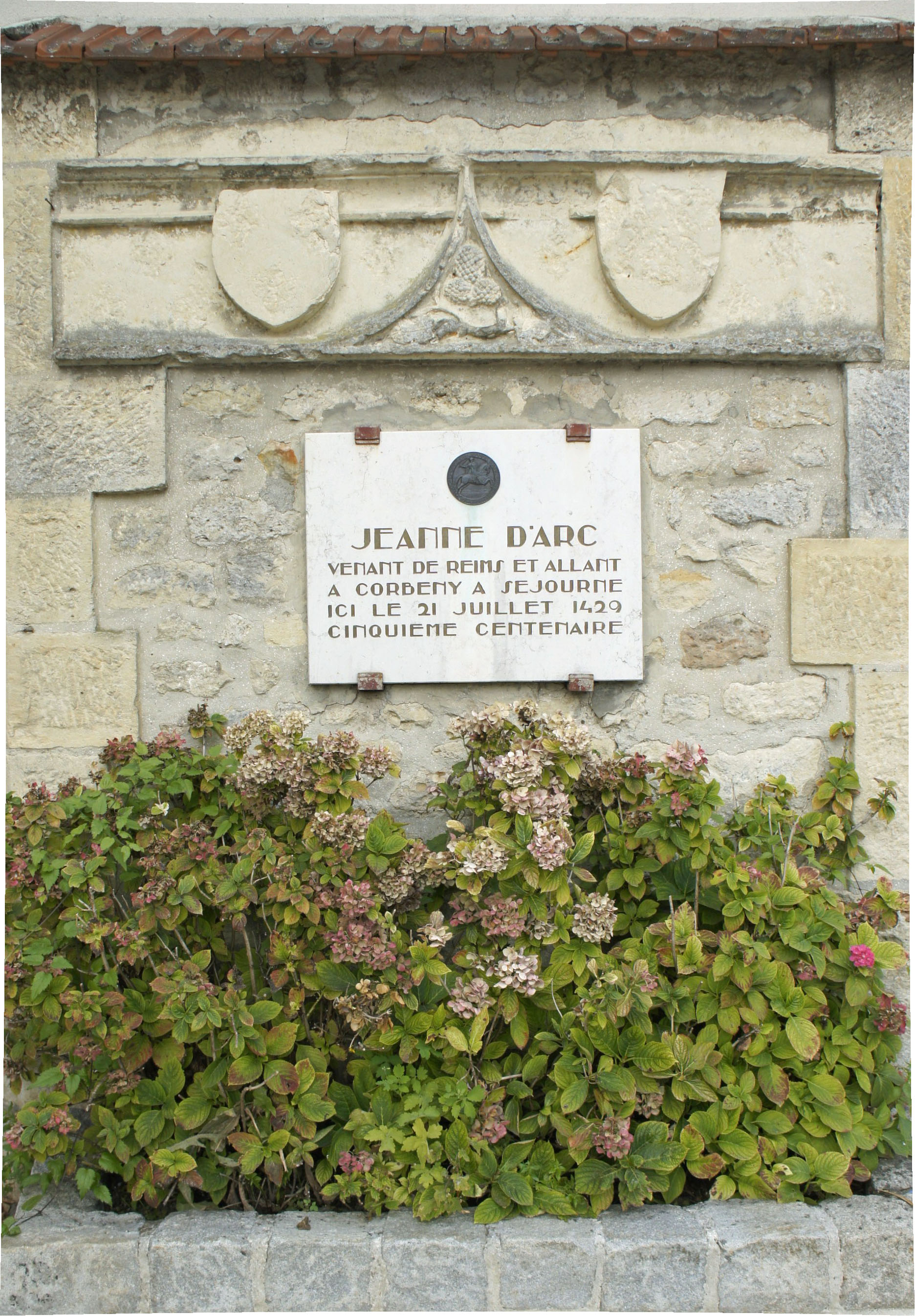
Hommage au passage de Jeanne d'Arc.
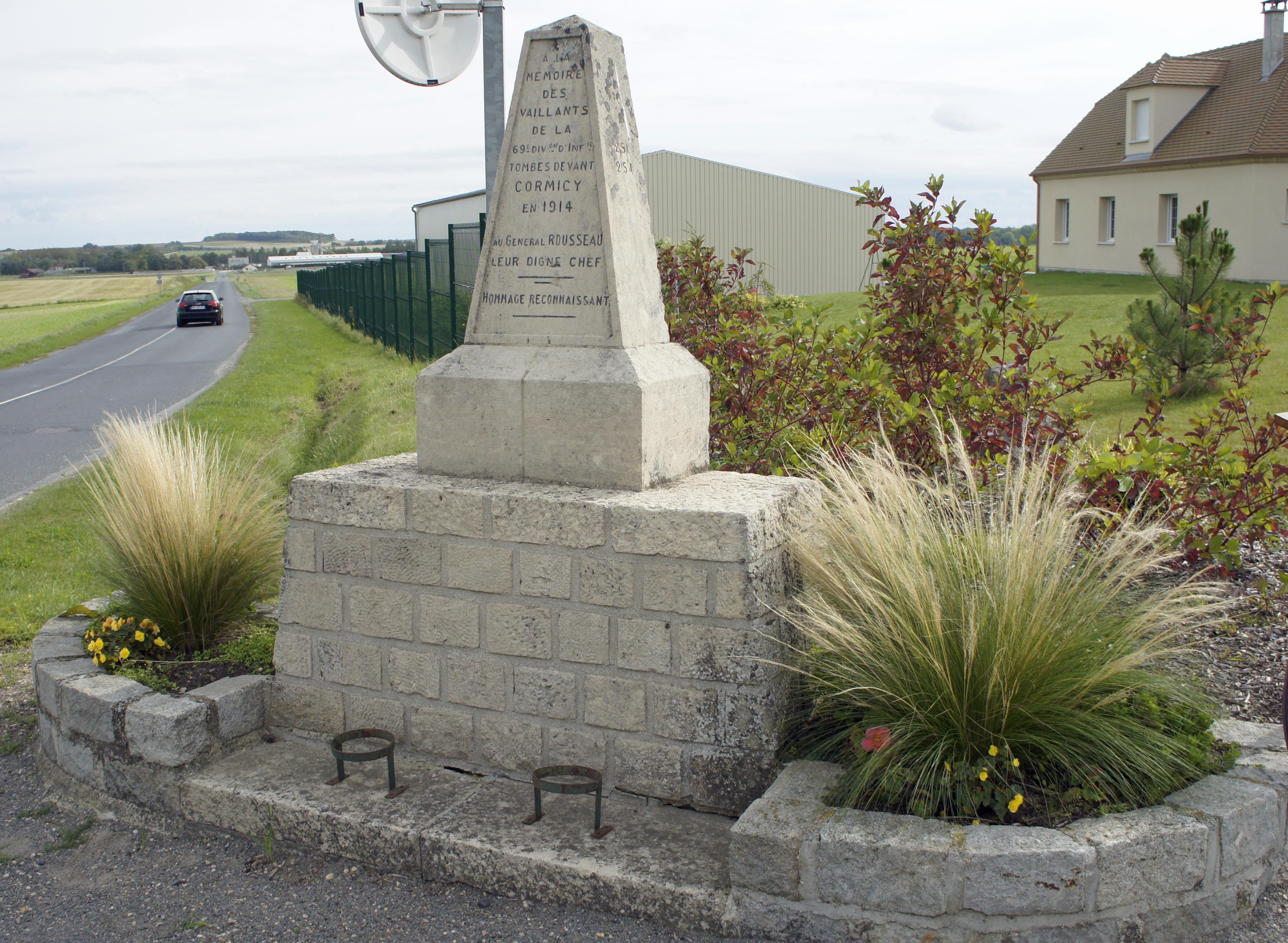
Monument en hommage au général Rousseau et à la 92e division.

- Le casque sur la Petite montagne. 
Casemate défensive surmontée d'une protection en acier en forme de casque allemand;
- Le monument en hommage au général Rousseau et à la 92e division.
- Le circuit balisé de Saint-Aubeu qui part et arrive à Hermonville permet de découvrir les quinze communes viticoles du Massif de Saint-Thierry. Long de 18 km son parcours se fait en 4 h 30 environ. Il emprunte le chemin des Pissotés qui mène à Guyencourt.
Tous les deux ans les communes de ce circuit organisent une course : le trail de Saint-Aubeu, au début de l'automne, ouvert aux VTT et aux randonneurs.
- Halte fluviale 
Dans le cadre du développement du tourisme fluvial, il a été créé une halte au niveau de Cormicy pour accueillir la navigation de plaisance. Elle est desservie par la piste cyclable qui va, en longeant le canal, de Berry-au-Bac à Reims. La halte est à proximité de la nécropole de Maison Bleue[74].

### Personnalités liées à la commune

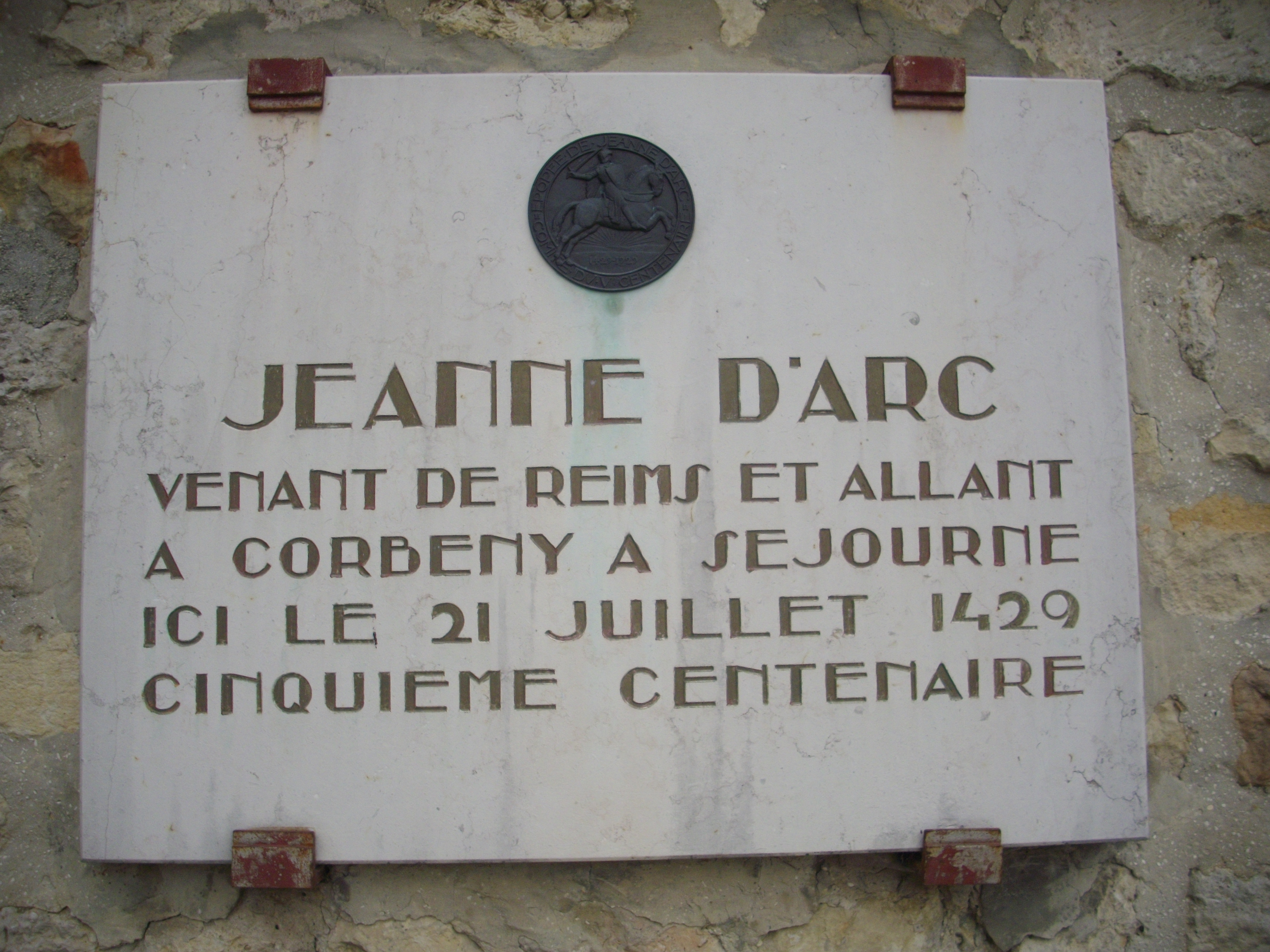
Plaque en hommage à Jeanne d'Arc.

- Rigobert,  moine puis abbé de l'abbaye d’Orbais,  archevêque de Reims de 695 à 717[pourquoi ?]
- Flodoard (894), historien, chroniqueur et poète d'expression latine, curé de Cormicy, auteur de l'Histoire de l'église de Reims[75].
- Jeanne d'Arc (vers 1412-1431), héroïne de l'histoire de France, chef de guerre et sainte de l'Église catholique, a séjourné à Cormicy lors de son voyage à Reims pour le sacre de Charles VII en 1429. Une rue de la ville porte son nom.
- Jean Casimir Danysz (1884-1914), physicien français spécialisé dans les particules β, assistant de Pierre et Marie Curie, puis chef du laboratoire de radiologie de Varsovie, revenu pour servir dans l'armée française, blessé mortellement à l’attaque du pont de Sapigneul et mort à Laneuville, enterré au cimetière de Cormicy. 
La Rue Jean-Danysz à Cormicy porte son nom[76].

### Héraldique

#### Armoiries de la commune

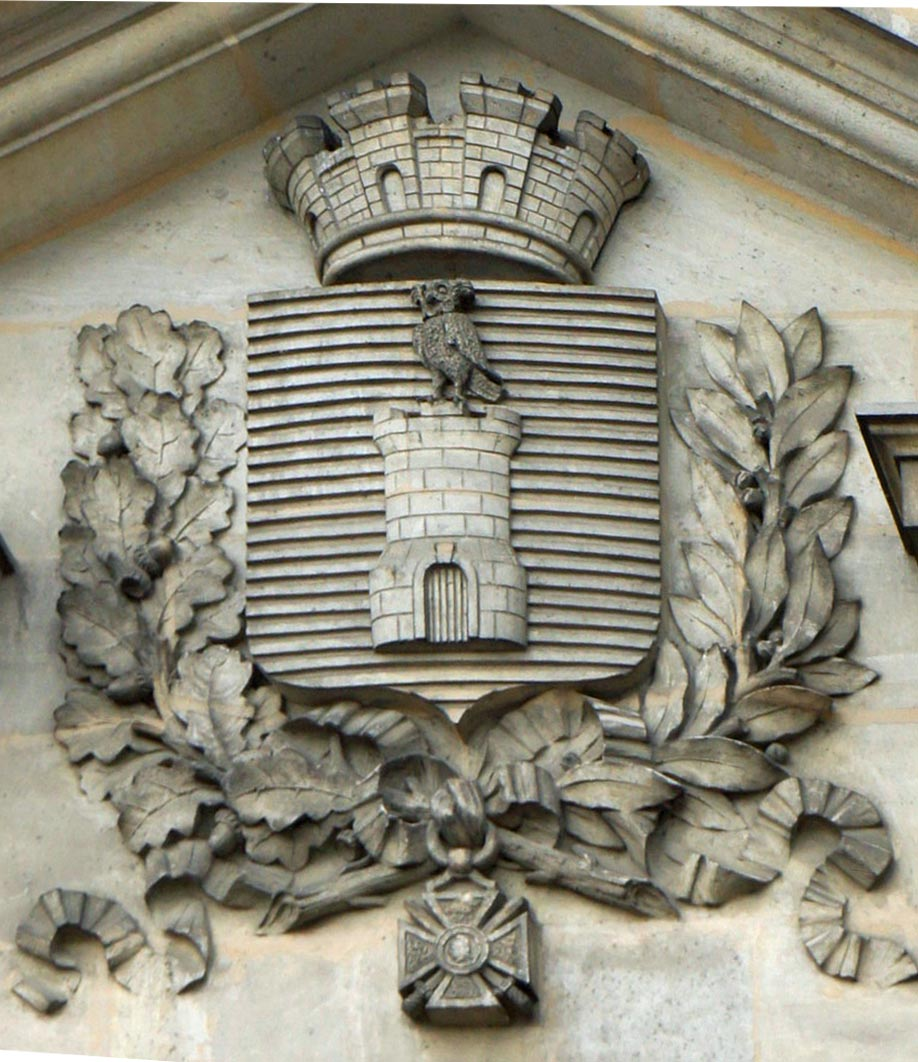
Blason sculpté de Cormicy - façade de l'hôtel de ville.

La commune ne disposait d'armoiries. En effet, elle était sous l'autorité de l'archevêque de Reims et les seules existantes étaient celles du curé-prieur et qui sont encore gravées sur un linteau de pierre en soubassement du château actuel, demeure de feu Pierre Guillaume qui acquerra le titre de camérier secret du pape à l'Église catholique et à ce titre comte du Saint Siège. Il n'y eut jamais de noblesse titrée à Cormicy en dehors des archevêques et de celle répertoriée dans l'armorial de France. Ces armoiries concernent notamment : Jean Cornet, seigneur du Godart, Henri Cousin, notaire royal, Pierre de Clercy, prévôt, notaire royal, Jean Lebrun, conseiller du roi, premier grenetier du grenier à sel, Nicolas Regnault, sieur de la Neuville. Le corps des officiers du grenier avait ses propres armoiries. L'abbé Grandremy évoque une demande de 1909 de la commune d'avoir ses propres armoiries dans le cadre de la procédure mise en place par l'empereur Napoléon III. Cette demande est attestée par la délibération du conseil municipal du 26 novembre 1809 le maire étant M. Mauduit. « Sa majesté autorise la ville de Cormicy à reprendre les armoiries de la commune : un choucas sur une tour carrée » ce qui fut accordée (page 180 - Histoire de Cormicy). Cependant il ne semble pas que cela fut suivi d'effet. Le terme utilisé de reprendre laisserait supposer une origine ancienne mais qui n'est en rien attestée. Une lettre du maire au sous-préfet de Reims du 12 janvier 1810 explicite l'origine de la tour et du choucas. Elle évoque aussi la possible présence d'un tableau sculpté avec lesdites armoiries et suspendu dans la nef de l'église et qui aurait été détruit à la Révolution. Le même courrier confirme cependant que le maire signataire, M. Mauduit, n'a « aucune connaissance, les anciens papiers qui pourraient procurer des renseignements sur l'histoire de la commune sont dispersés et égarés ».
En 1920, la commune se voit décerner la Croix de guerre 1914-1918. Le maire d'alors, Pierre Guillaume se voit dans l'obligation de fournir des armoiries pour y accrocher ladite médaille. Il fait des recherches et consulte la Bibliothèque nationale, à l'Académie Nationale de Reims, l'armorial de Reims dressé par Ch. d'Hozier et publié par le docteur Gosset. Ces recherches sont vaines ce qui conforte l'hypothèse d'une absence d'armoiries anciennes. C'est donc Pierre Guillaume qui dans un arrêté du 1er janvier 1926 arrête les armoiries de la commune. Le texte en est le suivant : « Nous Pierre Guillaume, Comte du Saint Siège, commandeur de l'ordre du Saint Sépulcre, officier de la Rédemption africaine, maire de Cormicy, avons à l'aide de nos archives personnelles, de nos souvenirs et eu égard aux règles héraldiques, reconstitué les armes de la ville de Cormicy qui se doivent blasonner comme suit »:
- « D'azur à la tour crénelée, carrée, d'argent, maçonnée de sable, ouverte de gueules, et sommée d'un choucas d'or. L'écu surmonté d'une couronne murale crénelé, d'argent, est accosté de deux branches de sinople, croisées en pointe, et liées d'azur par un ruban de même, auquel est appendre la croix de guerre au naturel.

[...] et avons fait don à la commune, de la peinture desdites armes pour être conservée dans une des salles du nouvel Hôtel de Ville. Signé : Cte Guillaume ».
La représentation qui s'en approche le plus est la sculpture au fronton de l'hôtel de ville hormis les couleurs. La façade de la Poste sur la place d'Armes porte des armoiries légèrement différentes preuve qu'il n'y a pas de blason officiellement répertorié. Le logo adopté en 2016 par la commune reprend librement la symbolique de la tour sur fond azur et surmontée d'un choucas. Les armoiries adoptées à l'époque répondaient à un besoin qui est passé outre aux conventions habituelles.

Nouveau logotype.

La commune a adopté en 2015 un logotype modernisé inspiré de ce blason.

#### Armoiries du prieur-curé de Cormicy

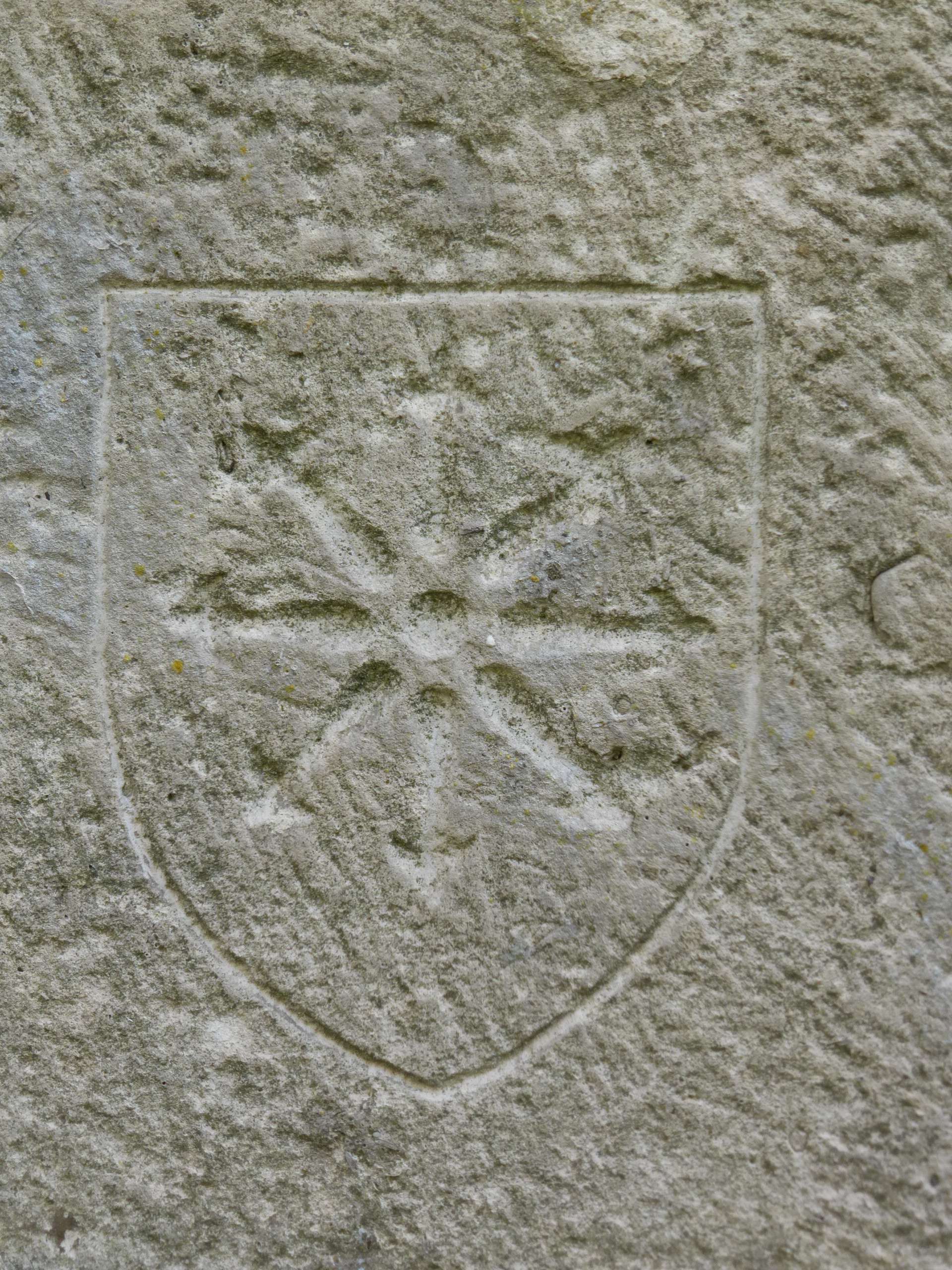
Armoiries du prieur de Cormicy.

L'abbé Grandremy qui est l'auteur de l'Histoire de Cormicy parue en 1904, inclut dans son ouvrage les armoiries du Prieur-Curé de Cormicy, de l'ordre de Sainte-Geneviève. Il les décrit ainsi : d'azur au rais d'escarboucle, fleurdelisé d'or. Ce sont les mêmes armes qui ont été gravées sur une pierre de linteau visible à l'arrière de la maison de Pierre Guillaume. Il s'agit sans aucun doute d'un élément éventuellement de réemploi du prieuré qui se trouvait à cet endroit. Cette référence reste d'origine inconnue sur Cormicy.
Elle est bien celle de l'ordre de Sainte-Geneviève congrégation augustinienne fondée par le Cardinal de la Rochefoucault toutefois il semble que les armoiries du Prieur-curé de Cormicy renverraient plus justement à l'ordre du Croissant fondé par Charles d'Anjou (frère du roi Louis IX) en 1268 à Messine une première fois. Le second ordre du croissant fut créé par le roi René (d'Anjou) au XVe siècle en l'honneur de saint Maurice. Le blason de la maison du croisant à Angers et où se réunissaient les trente-six chevaliers, est identique à celui du Prieuré de Cormicy et porte comme devise : « I.OS EN CROIS SANT ». Le vieux français loz, en style de rébus, voulait dire loz en croissant, c’est-à-dire qu' « en avançant en vertus, on mérite des louanges ». L'ordre ne survécut pas à son créateur.